# Áo cưới

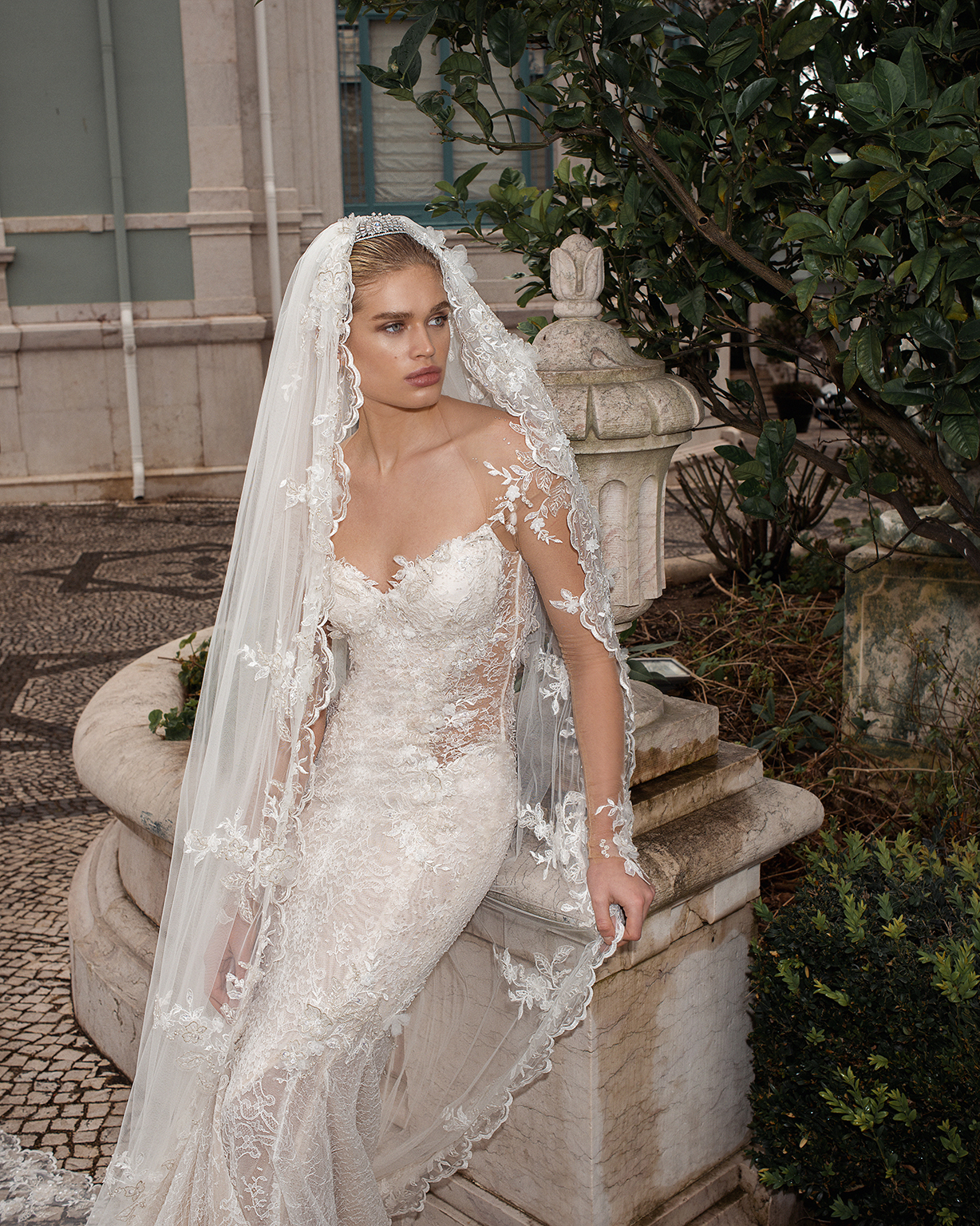
Một người mẫu mặc váy cưới

Váy cưới hay áo cưới là chiếc váy cô dâu mặc trong lễ cưới. Màu sắc, kiểu dáng và tầm quan trọng của nghi lễ của chiếc váy có thể phụ thuộc vào tôn giáo và văn hóa của những người tham gia đám cưới. Trong các nền văn hóa phương Tây, váy cưới có màu trắng phổ biến nhất, thời trang được Victoria của Anh ưa chuộng khi kết hôn vào năm 1840. Ở các nền văn hóa phương Đông, các cô dâu thường chọn màu đỏ để tượng trưng cho sự tốt lành.

## Nền văn hóa phương Tây
Vào thời Trung cổ, đám cưới không chỉ đơn thuần là việc kết hôn của hai người. Nó có thể là cuộc hôn nhân gắn kết giữa 2 gia tộc, 2 doanh nghiệp hay thậm chí là 2 nước với nhau. Nhiều đám cưới xem trọng chính trị hơn là tình yêu, nhất là trong giới quý tộc và thượng lưu. Do đó cô dâu phải mặc trang phục để thể hiện lên đẳng cấp và địa vị xã hội của gia đình họ, chứ không được vì bản thân. Những cô dâu quyền quý thường mặc những màu rực rỡ bằng những chất liệu độc quyền. Nó thường là tông màu sẫm bằng lông thú, nhung và lụa. Cô dâu thường chọn những mẫu thịnh hành nhất được may bằng chất liệu thượng hạng nhất mà gia đình mình có thể mua. Những cô dâu nghèo nhất thì chọn áo cưới ở nhà thờ trong hôn lễ của họ. Ý nghĩa và giá cả của một chiếc váy cưới nói lên địa vị xã hội của cô dâu cũng như ám chỉ sự giàu có của gia đình với khách mời.

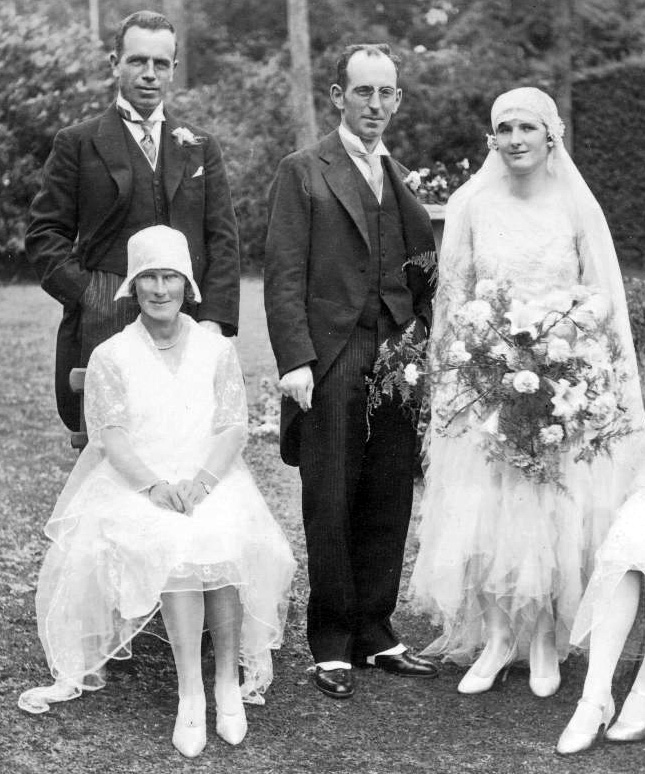
Nhìn từ bên phải, người phụ nữ đang mặc bộ trang phục cưới điển hình trong thập niên 60. Cho tới cuối những năm 60 của thế kỷ XX, những thiết kế ấy lại được ưa chuộng. Thời kì này, áo cưới thường được thiết kế theo phong cách của Victoria của Anh

Các tài liệu đầu tiên là của công chúa Philippa người mặc một chiếc váy cưới màu trắng với một chiếc áo choàng bằng lụa trắng được may viền bằng lông chồn xám trong một lễ cưới hoàng gia Anh năm 1406. Năm 1559, Mary I của Scotland mặc một chiếc váy cưới màu trắng khi cô kết hôn với người chồng đầu tiên, Francis Dauphin người Pháp vì đó là màu yêu thích của cô, mặc dù màu trắng đại diện cho tang tóc.

Đây không phải là xu hướng phổ biến, tuy nhiên trước thời đại của Victoria của Anh, cô dâu được mặc bất kỳ màu sắc nào khi kết hôn. Màu đen là màu đặc biệt phổ biến ở Scandinavia.

Màu trắng trở nên thông dụng vào năm 1840, sau lễ cưới của Victoria của Anh cùng với Albert của nước Saxe-Coburg; ở đó Victoria mặc một chiếc áo choàng màu trắng kết hợp ren, bộ áo cưới của cô đã được đánh giá cao. Các bức ảnh chân dung đám cưới được chính thức công bố rộng rãi, và rất nhiều cô dâu đã chọn màu trắng như Nữ hoàng.

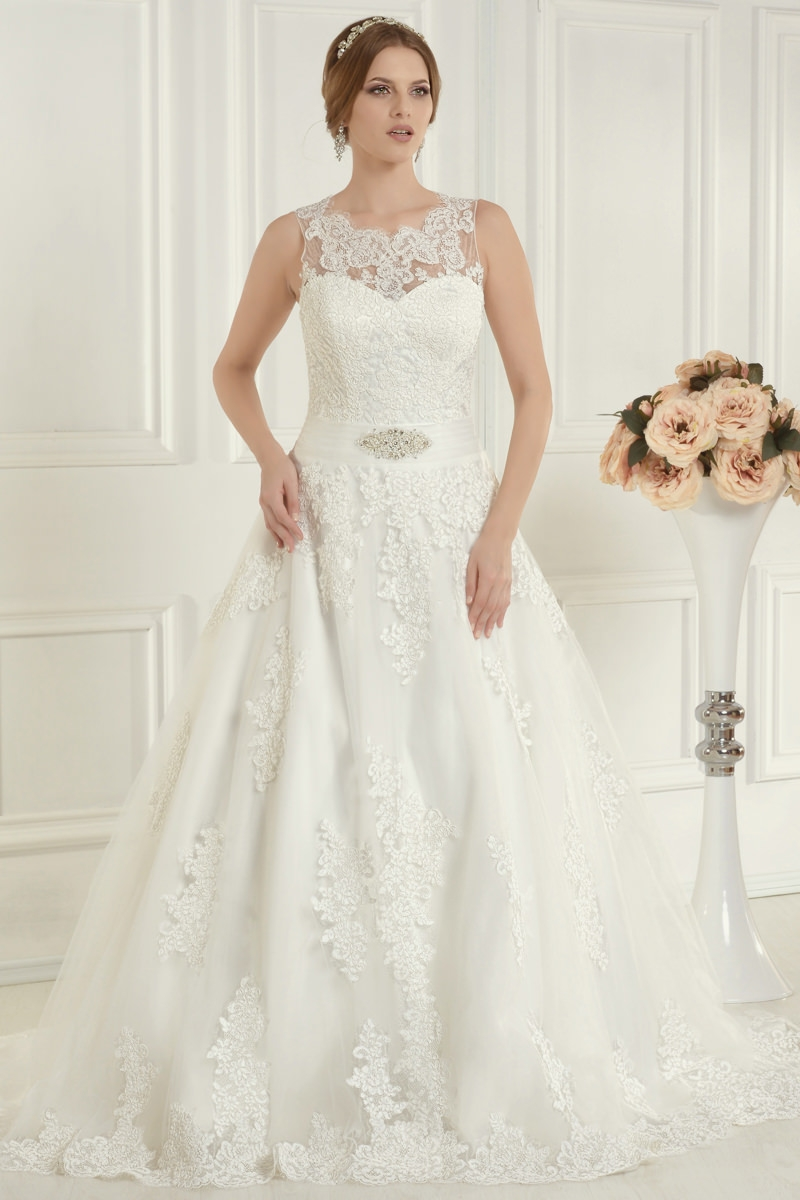
Váy cưới chữ A

Thậm chí sau này, váy cưới cũng được dựa theo phong cách này. Ví dụ, trong những năm 20 của thế kỷ 20, chúng thường được cắt ngắn ở phía trước và được may dài ở phía sau và đi kèm với chiếc nón có mạng che mặt hình chuông. Xu hướng này thịnh hành cho đến cuối những năm 60, khi nó trở nên phổ biến trở lại sau một thời gian khá lâu, thiết kế của bộ áo cưới này gợi nhớ đến thời đại của Victoria của Anh.
Ngày nay, váy cưới phương Tây thường có màu trắng, mặc dù là "áo cưới trắng" nhưng cũng có các màu sậm hơn như màu vỏ trứng, màu mộc và màu ngà.
Sau này, nhiều người cho rằng màu trắng tượng trưng cho sự trong trắng, mặc dù đây không phải là ý nghĩa ban đầu: nó là màu xanh được hòa với sự tinh khiết, đạo đức, lòng trung thành, và Đức Mẹ Maria.

### Thời trang hiện tại
Váy cúp ngực hoặc không tay chiếm đến 75% thị trường áo cưới, một phần vì các nhà thiết kế không cần quá nhiều kĩ năng cũng như dễ thay đổi kích cỡ nó để vừa vặn hơn. Tuy nhiên, trong những năm gần đây, áo cưới có tay cũng như có dây đều trở nên phổ biến rộng rãi hơn.

## Nền văn hóa phương Đông

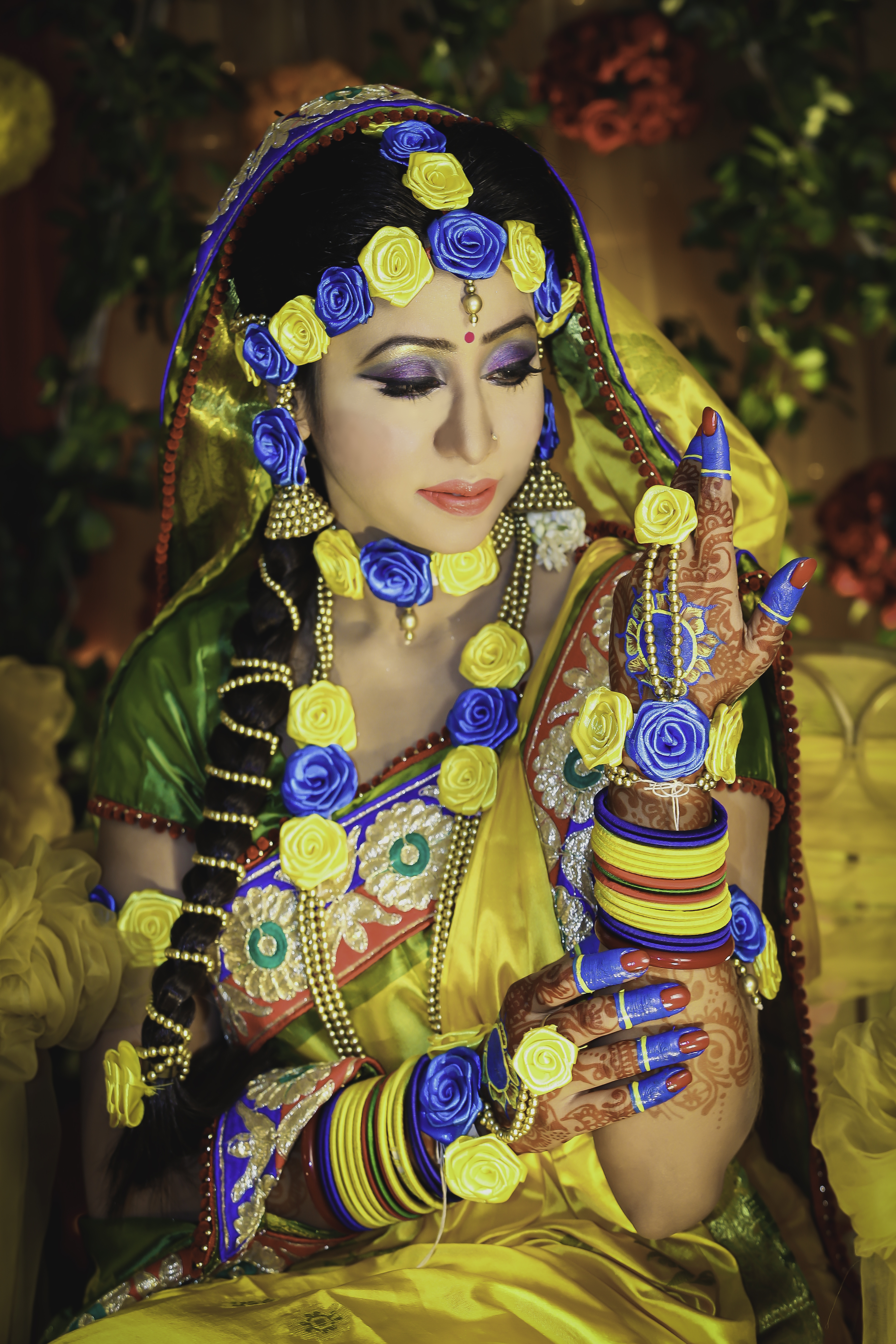
Một cô dâu tại Bengal, Ấn Độ

Nhiều váy cưới ở Trung Quốc, Ấn Độ (sari cưới), Pakistan (salwar kameez và lehengas) sẽ có màu đỏ, màu truyền thống của may mắn và an lành. Ngày nay, phụ nữ lựa chọn nhiều màu sắc khác ngoài màu đỏ. Trong đám cưới hiện đại ở Trung Quốc, cô dâu có thể lựa chọn trang phục của phương Tây với bất kỳ màu sắc nào, và sau đó mặc một bộ trang phục truyền thống cho lễ trà chính.

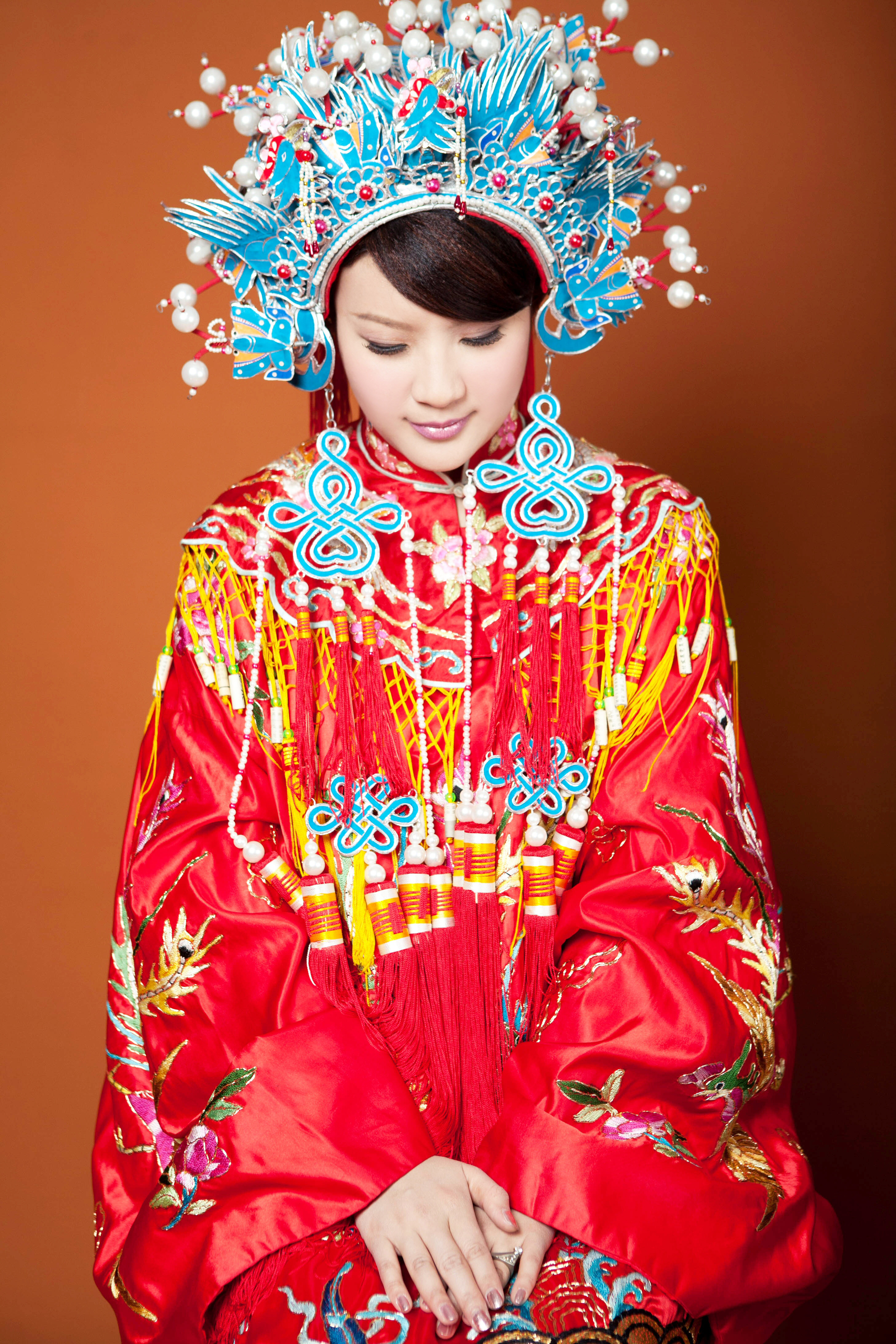
Trang phục cưới truyền thống thời nhà Thanh với mũ phượng, ở Trung Quốc vẫn được sử dụng trong đám cưới của người Đài Loan ngày nay.

Đám cưới ngày nay ở Đài Loan các cô dâu thường chọn lụa màu đỏ (theo truyền thống Trung Quốc) hoặc màu trắng (theo phương Tây) làm chất liệu may áo cưới, nhưng hầu hết sẽ mặc quần áo màu đỏ truyền thống vào tiệc cưới chính. Theo truyền thống, cha của cô dâu phụ trách tổ chức tiệc cưới sang trọng bên nhà gái và rượu (đặc biệt là "xi-jiu") dùng trong tiệc của hai bên gia đình. Trong khi hôn lễ chính dành cho đôi vợ chồng, thì những tiệc cưới tượng trưng cho "lời cảm ơn", sự cảm kích tới những người đã nuôi nấng, dìu dắt cô dâu và chú rể (như ông bà và chú bác) cùng những người vẫn sẽ giúp đỡ họ trong tương lai. Vì vậy, với sự tôn trọng dành cho những người lớn tuổi, tiệc cưới thường được thực hiện theo nghi thức trang trọng và mang đậm nét truyền thống.
Đám cưới Việt Nam cô dâu thường mặc áo cặp, áo mớ, phổ biến nhất là màu xanh khoác ngoài. Ngoài ra có thể mặc các màu khác nền nã, tông trầm như hồng, tím, đen...
Trong văn hóa Ấn Độ, các cô dâu sẽ chọn Sari cưới màu đỏ. Vải Sari cũng là lụa theo truyền thống. Theo thời gian, màu sắc và vải dành cho cô dâu Ấn Độ đã được đa dạng hóa. Ngày nay, các loại vải như crepe, georgette, charmeuse, và sa-tin được sử dụng, và màu sắc đã được mở rộng bao gồm vàng, hồng, cam, nâu sẫm… Cô dâu Ấn Độ ở các nước phương Tây thường mặc Sari tại lễ cưới và thay đổi thành lễ phục truyền thống của Ấn Độ sau đó (như là Lehnga, Choli, vv).

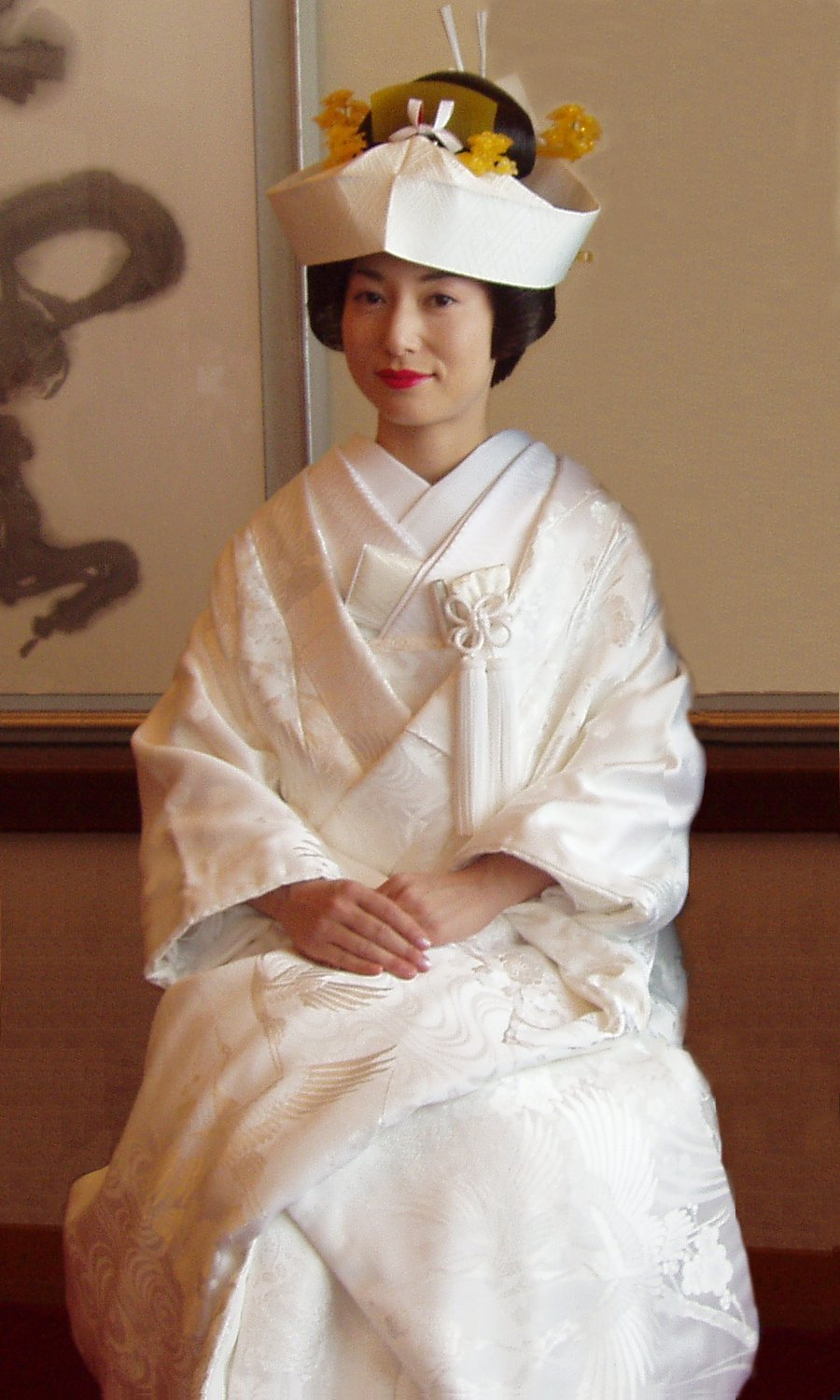
Lễ phục cưới của người Nhật vẫn không thay đổi

Đám cưới Nhật Bản thường cần một bộ Kimono trắng truyền thống cho buổi lễ chính, tượng trưng cho sự tinh khiết và trong trắng. Các cô dâu có thể đổi thành bộ Kimono màu đỏ cho những buổi tiệc sau lễ cầu may.
Những Người Ja-va ở Indonesia mặc Kebaya - một loại áo truyền thống, kèm với Batik.
Tại Philippines, các biến thể của Baro't Saya phù hợp với hôn lễ trắng truyền thống được coi như là trang phục cưới cho phụ nữ, còn nam giới là Tagalog Barong. Các bộ lạc và người Hồi giáo ở Philippines mặc những kiểu trang phục truyền thống khác trong những buổi lễ của mình.

## Nền văn hóa bản địa châu Mỹ

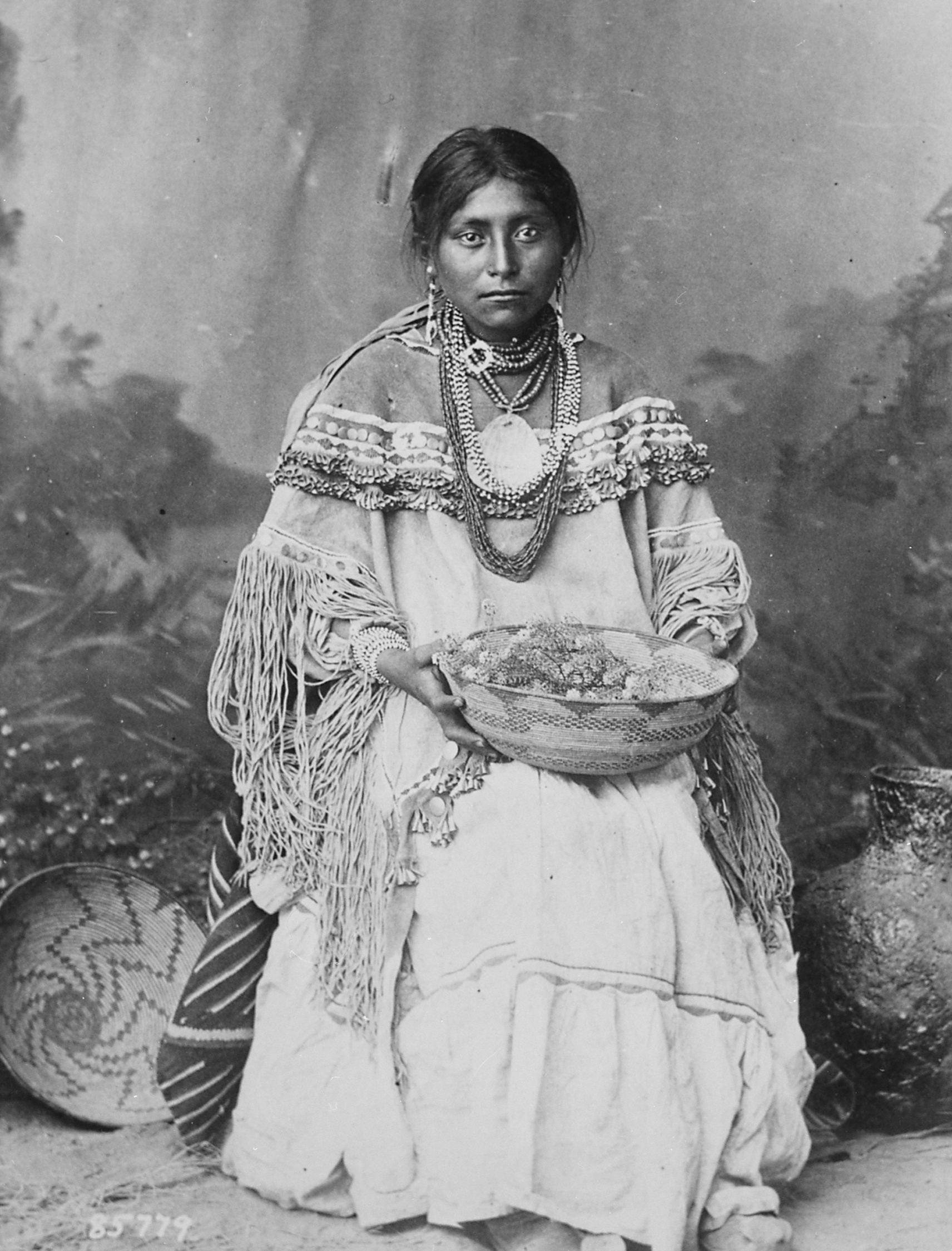
Cô dâu ở Apache

Các dân tộc bản địa châu Mỹ có truyền thống đám cưới khác nhau do đó lễ phục cưới cũng khác nhau. Một cô dâu Hopi theo truyền thống sẽ có sẵn trang phục được dệt bởi chú rể và bất kỳ người đàn ông trong làng nào muốn tham gia may lễ phục. Những bộ lễ phục đó bao gồm một đai lưng lớn, hai áo cưới màu trắng, một chiếc áo cưới trắng với sọc đỏ ở trên và dưới, một cái quần làm bằng da hoẵng và giày da đanh, một xâu chuỗi để buộc tóc và một thảm sậy để bọc các bộ lễ phục lại. Lễ phục này cũng được xem như là một tấm vải liệm, vì nó được dùng trong chuyến đi về thế giới bên kia. 
Tại Pueblo, cô dâu sẽ khoác lên mình bộ lễ phục là áo có miếng bông gắn trên vai phải cùng một vòng đai quanh eo.  
Trong truyền thống của Delaware, cô dâu mặc một chiếc váy dài đến đầu gối làm bằng da hoẵng và đeo một dây chuỗi làm bằng vỏ sò quanh trán. Ngoại trừ các hạt đá quý hoặc dây chuyền vỏ sò, cô dâu không cần mặc gì từ thắt lưng trở lên. Nếu đám cưới được tổ chức vào mùa đông, cô dâu sẽ mặc quần da hoẵng, mang giày da đanh và khoác chiếc áo choàng lông gà tây. Khuôn mặt sẽ được vẽ bằng đất sét màu trắng, đỏ và vàng.
Đối với các bộ tộc thuộc phía Bắc California (bao gồm cả Klamath, Modoc và Yurok) trang phục truyền thống của cô dâu được phân biệt qua màu sắc, nhằm làm biểu tượng đặc trưng cho từng vùng: màu trắng cho phía Đông, màu xanh cho phía Nam, vàng (màu cam) cho phía Tây và màu đen cho phía Bắc. Ngọc lam và đồ trang sức làm bằng bạc được cả cô dâu và chú rể đeo trên người, thêm vào đó là một thắt lưng bằng bạc concho. Trang sức được coi là một lá chắn chống lại các tệ nạn bao gồm cả đói, nghèo và bất hạnh.

### Lịch sử của trang phục cưới

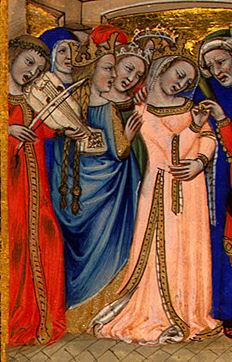
Chi tiết từ "Cuộc hôn nhân" của Nicolo da Bologna, những năm 1350.
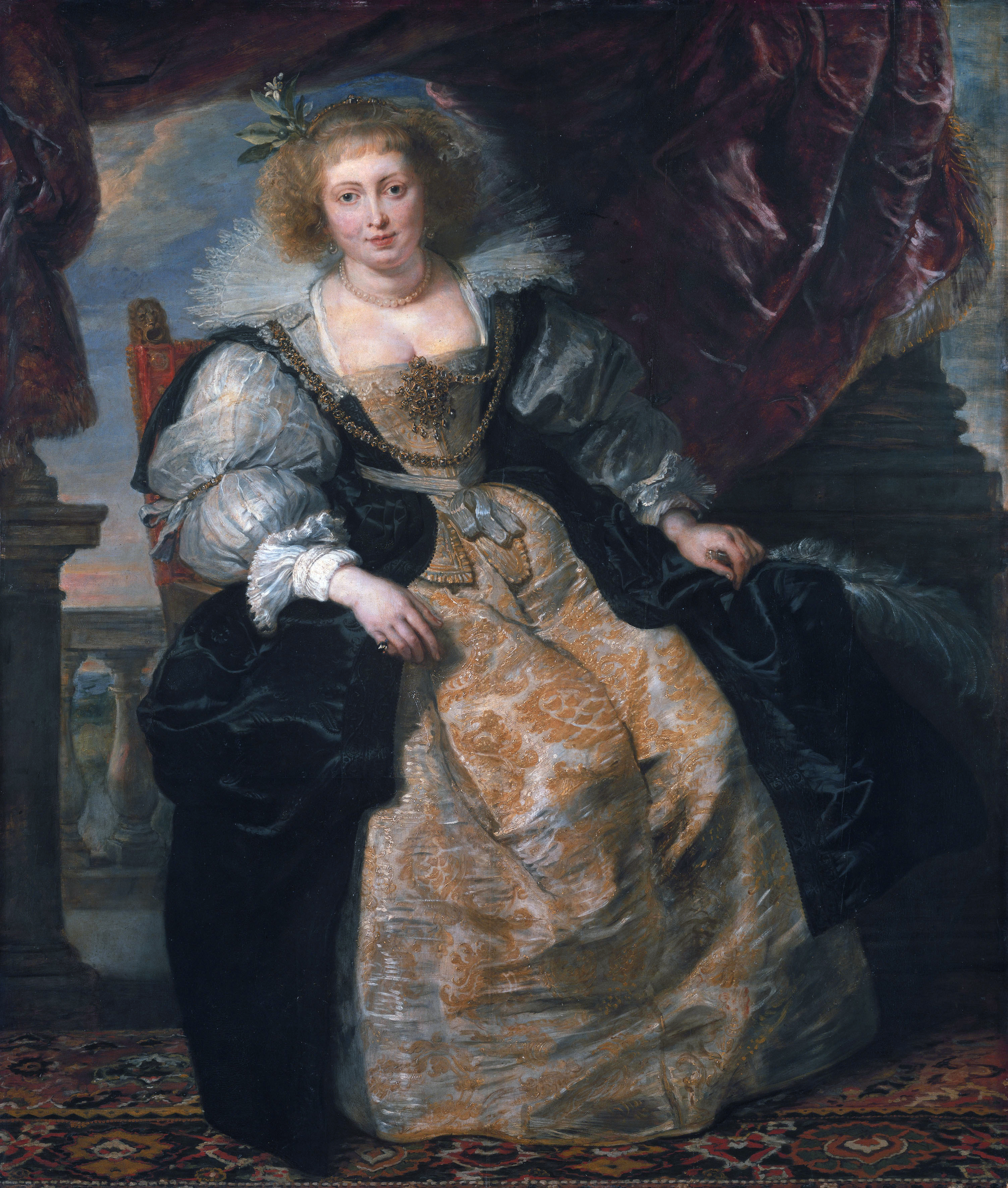
Helena Fourment, vợ thứ hai của Peter Paul Rubens, được vẽ bởi Rubens trong bộ váy cưới, 1630.
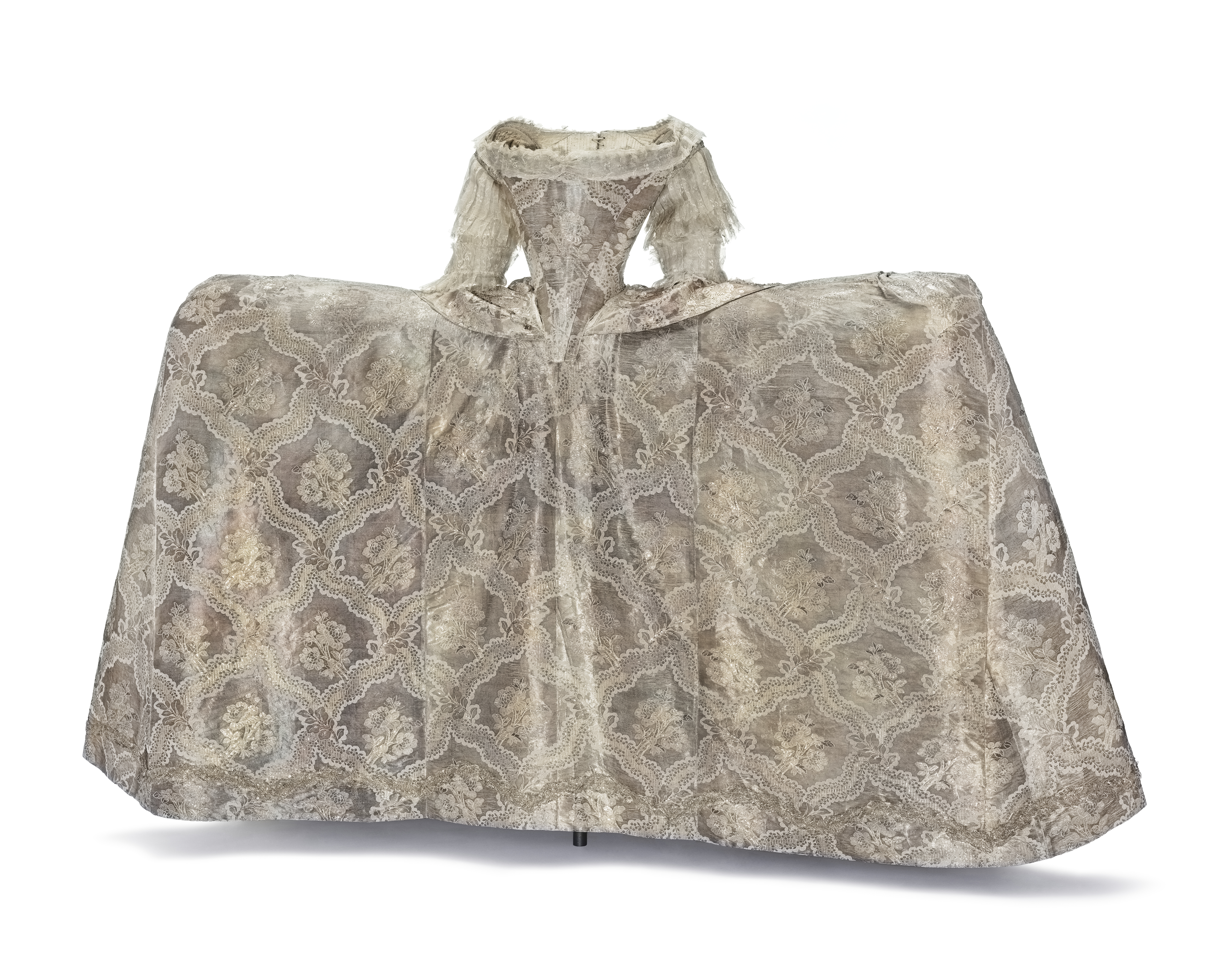
Váy cưới của Sophia Magdalena của Đan Mạch, 1766. Kho vũ khí Hoàng gia ở Thụy Điển.
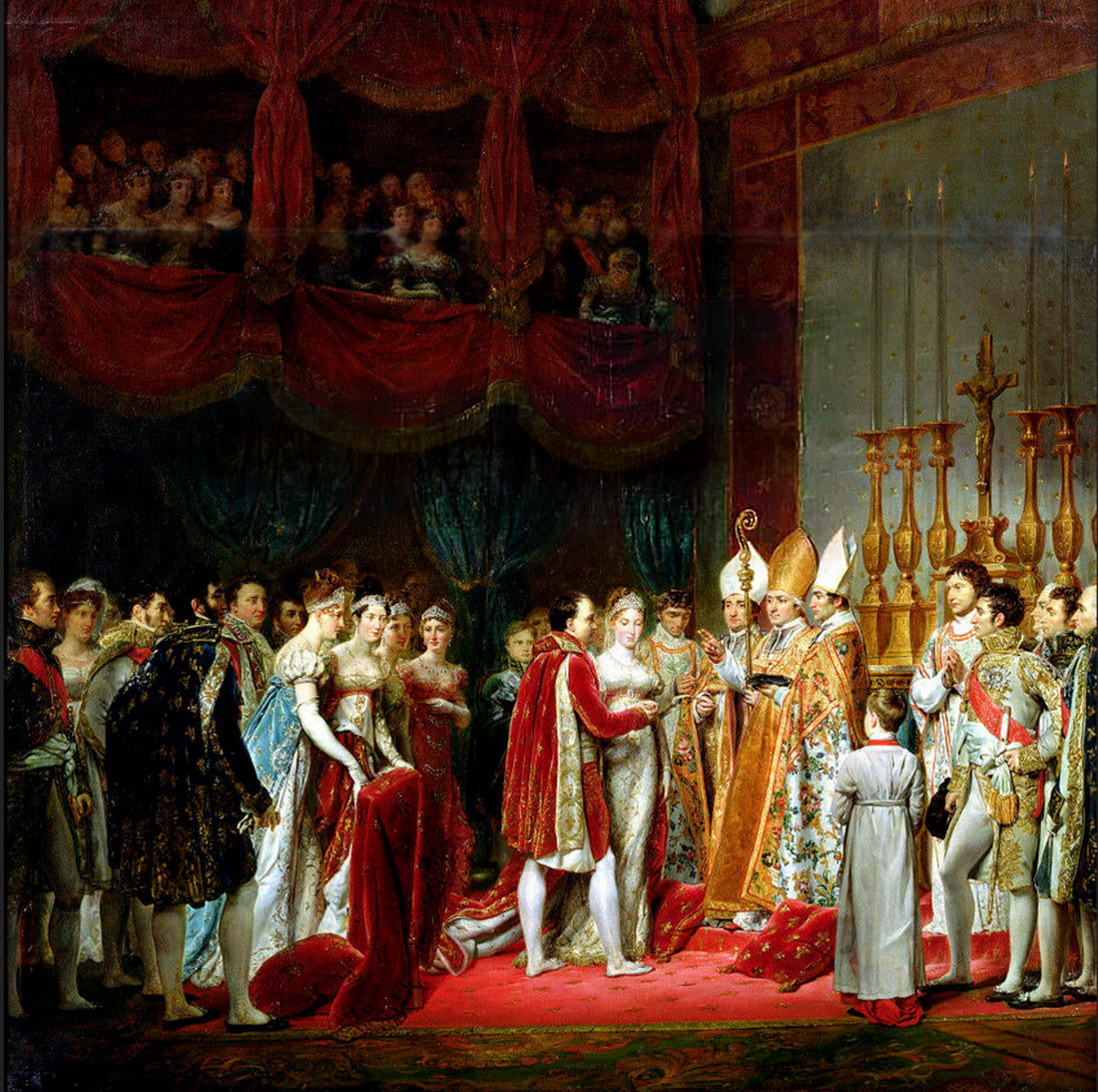
Cuộc hôn nhân của Napoléon I và Marie Louise. Pháp, 1810.

### Trang phục cưới truyền thống của các quốc gia trên thế giới

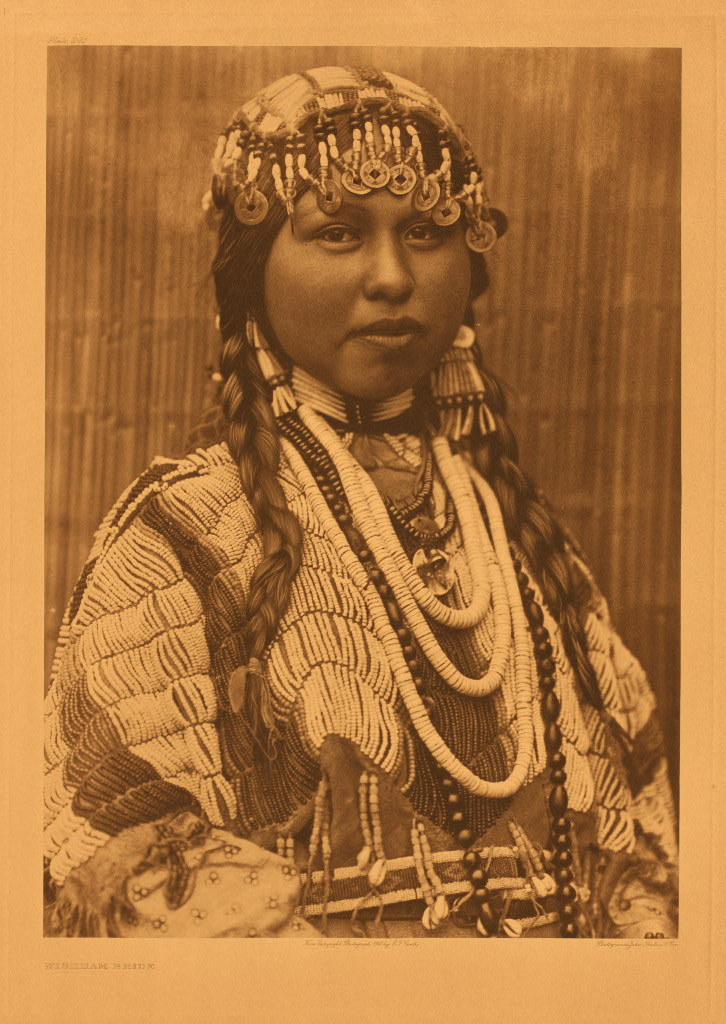
Cô dâu Wishram (người da đỏ Bắc Mỹ) khoảng năm 1911
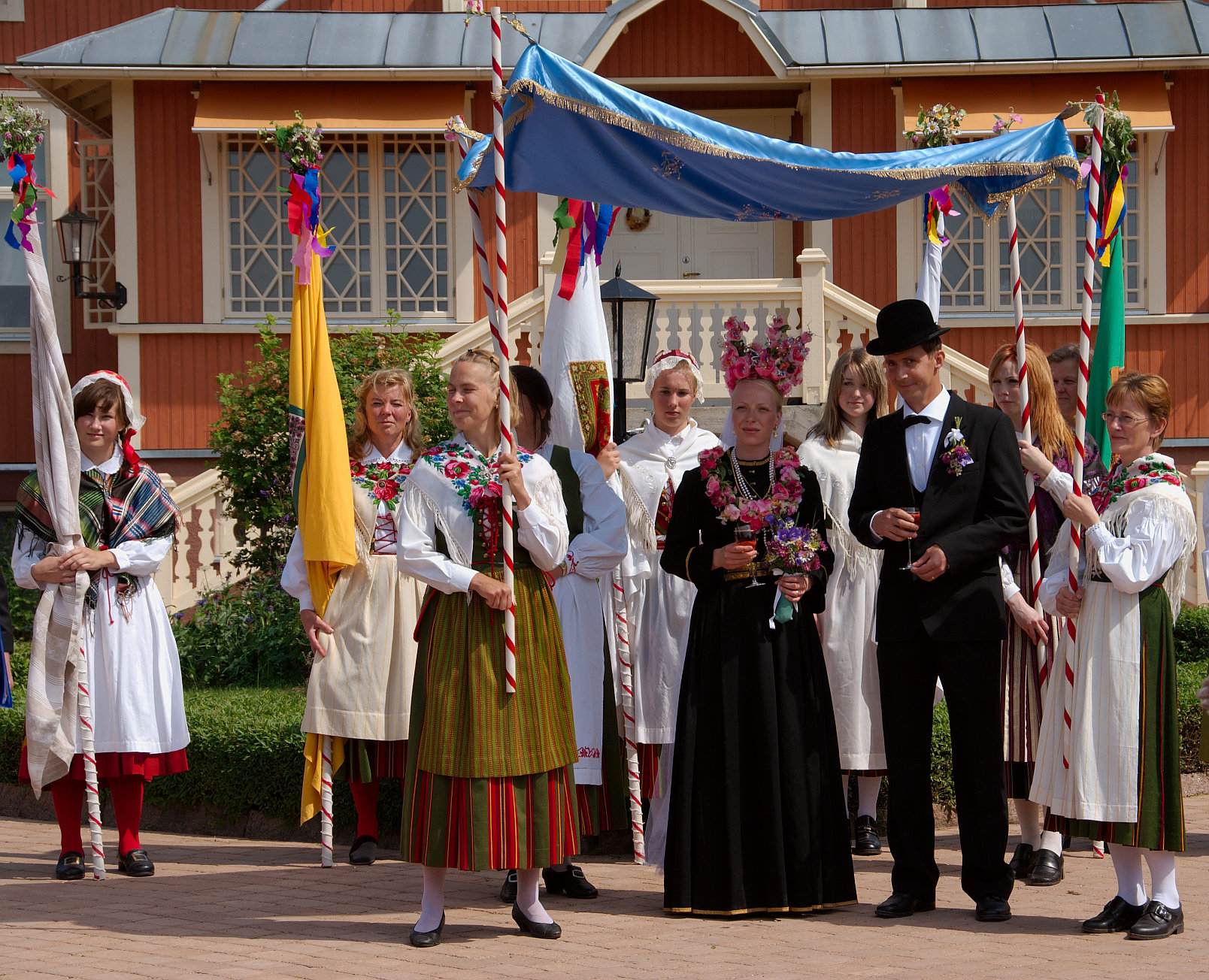
Váy cưới truyền thống của nông dân Phần Lan ở Jomala
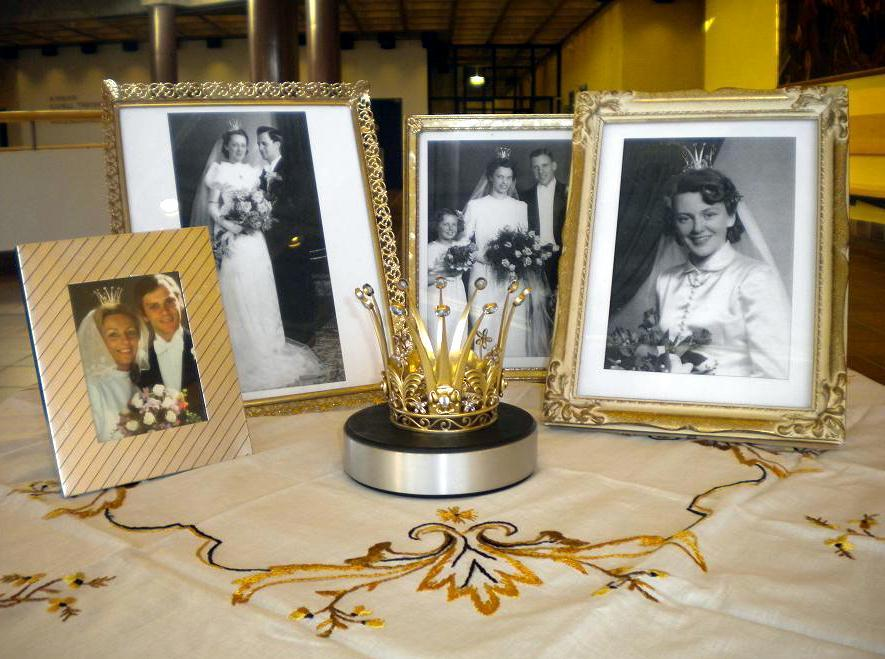
Vương miện cô dâu kiểu Thụy Điển trang trọng nhất và bốn cô dâu đội nó (1938-1978)
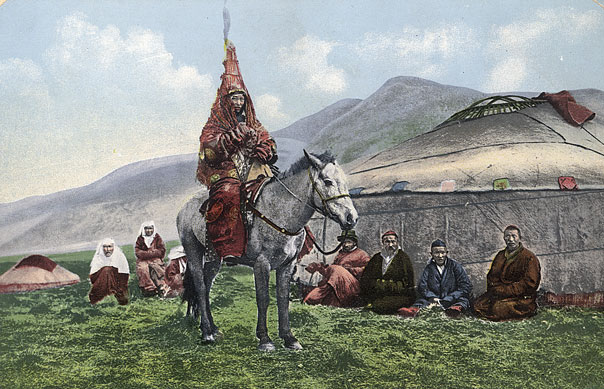
Váy cưới truyền thống của người Kazakhstan
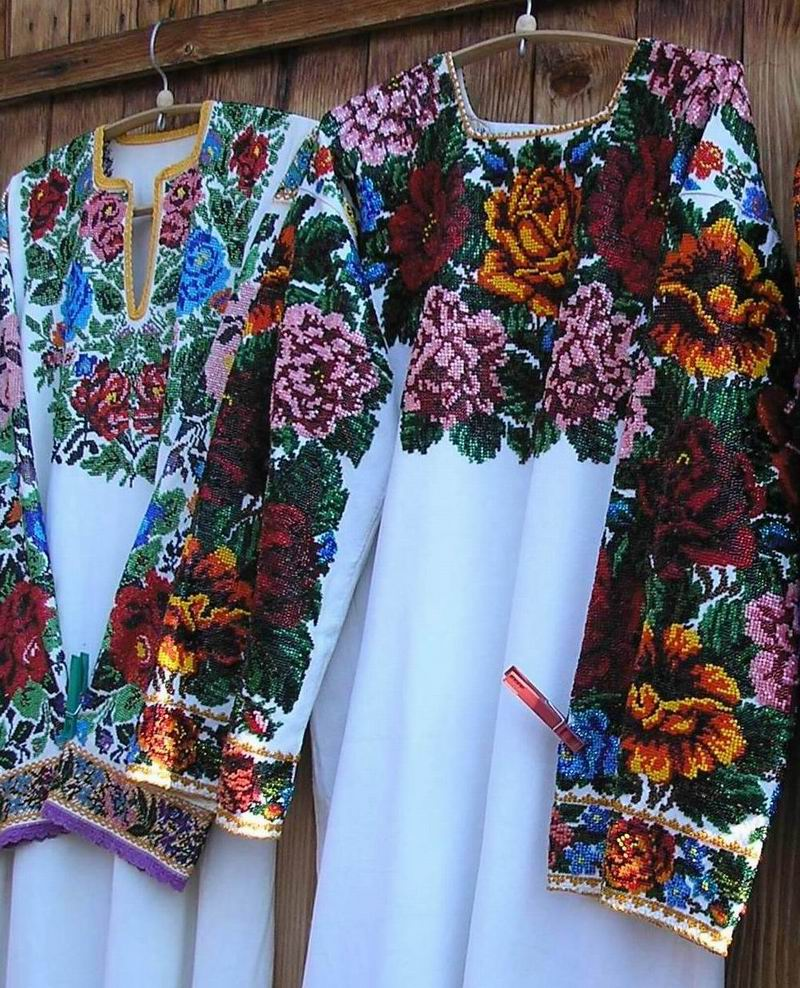
Váy cưới Hutsul
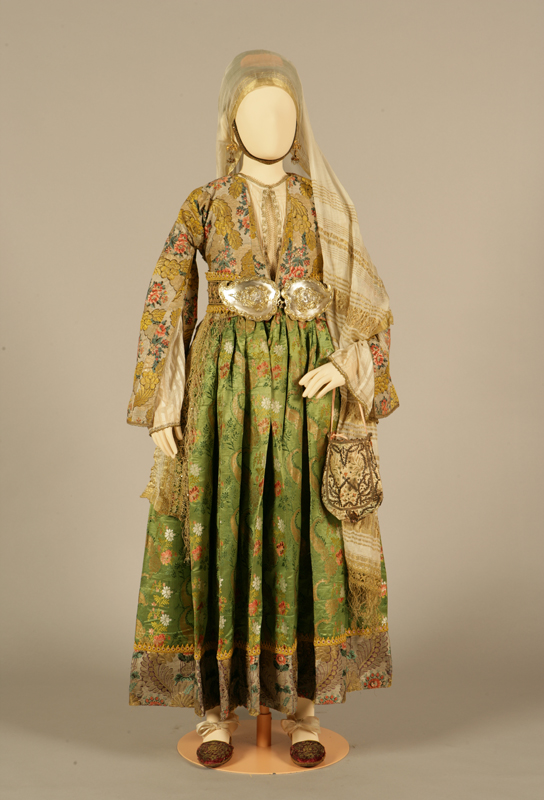
Váy cưới thế kỷ 18 từ Kymi, Hy Lạp (Bộ sưu tập của PFF, Nauplio)

### Váy cưới của các nước Trung Đông

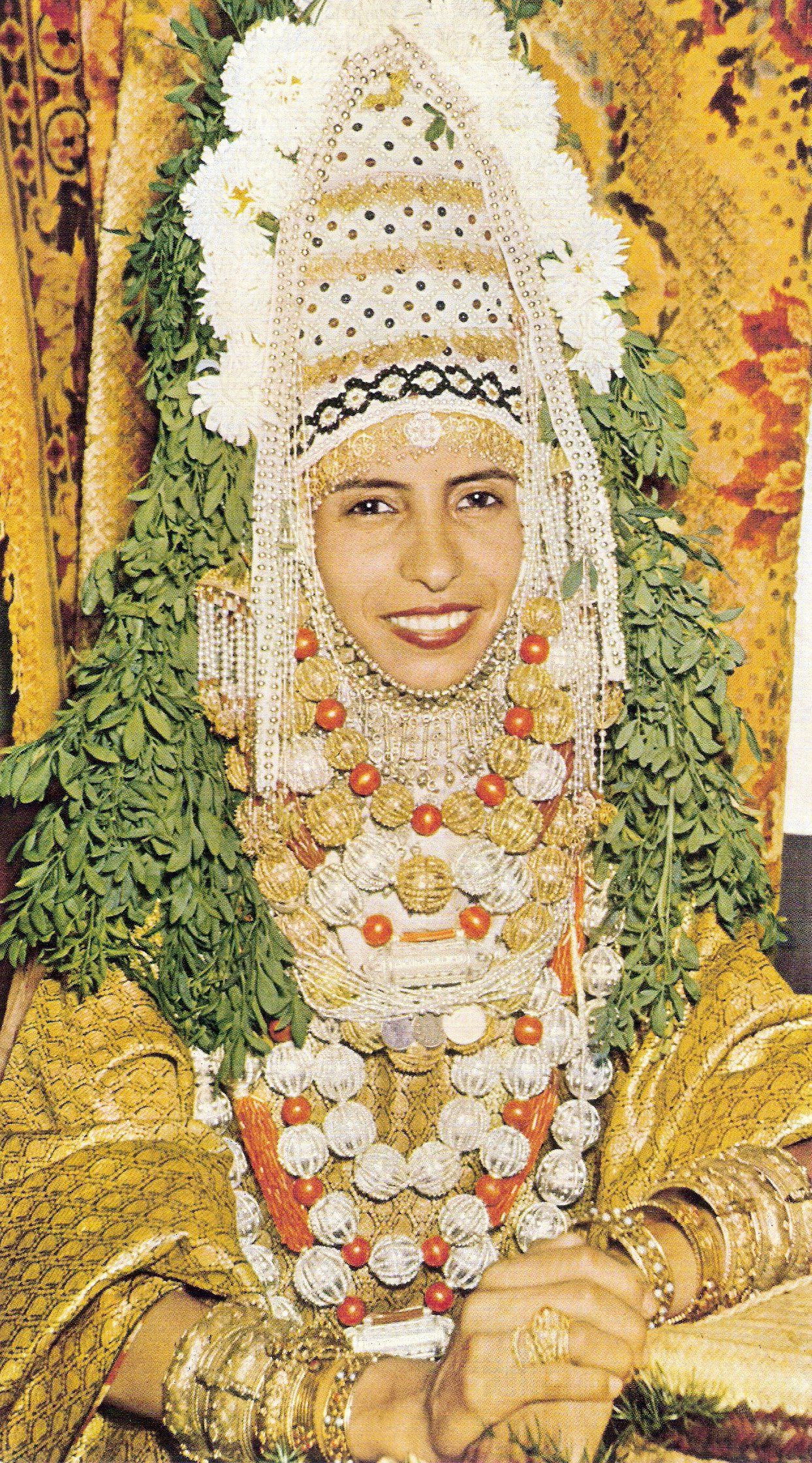
Cô dâu Yemen gốc Do Thái ở Israel, những năm 1950
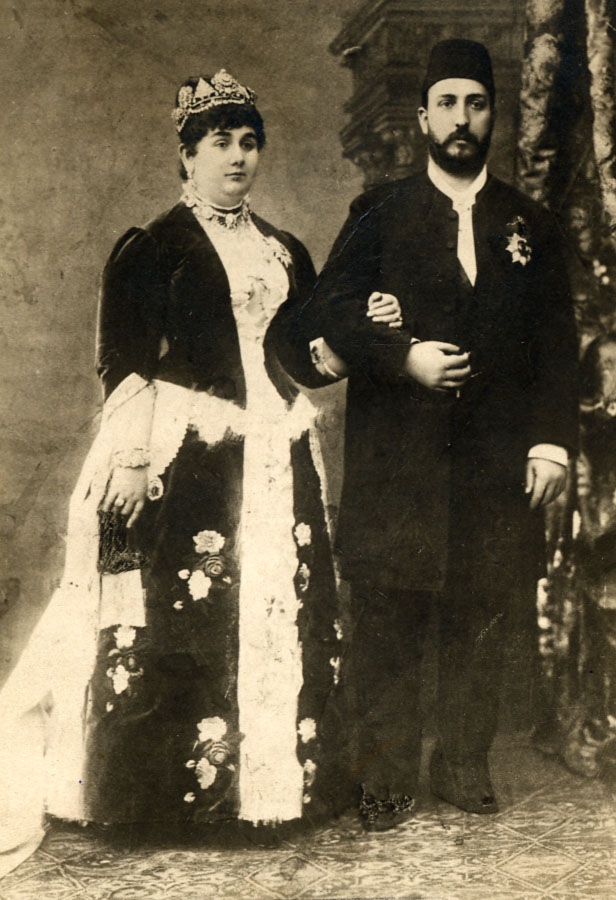
Đám cưới của Tewfik Pasha và Emina Ilhamy, Cairo, Ai Cập, tháng 1 năm 1873

### Lễ phục cưới truyền thống của châu Á

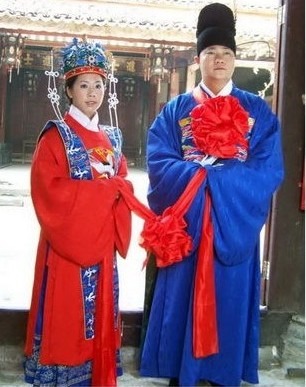
Trang phục cưới truyền thống Trung Quốc (Hán phục)
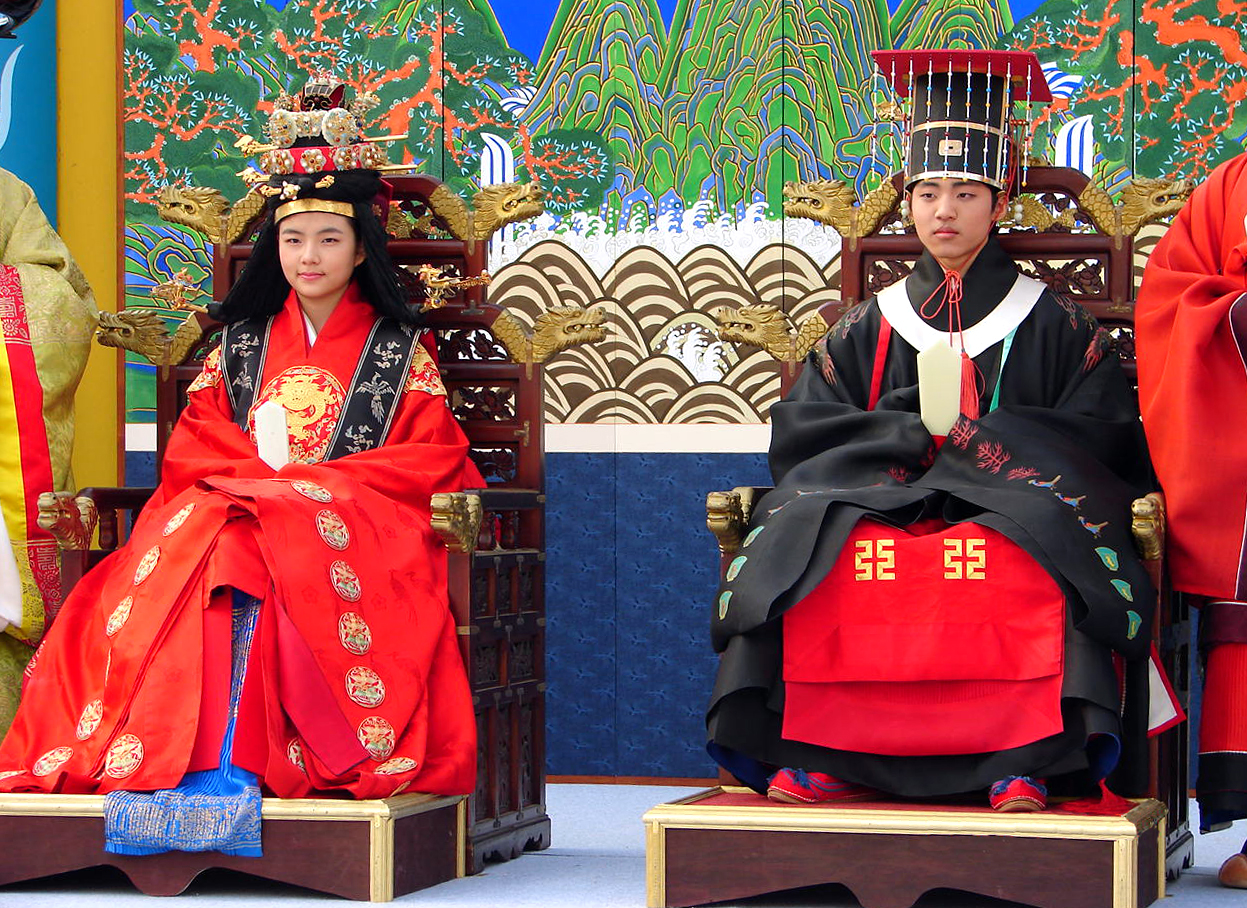
Tái hiện lễ cưới hoàng gia của Vua Gojong và Hoàng hậu Myeongseong
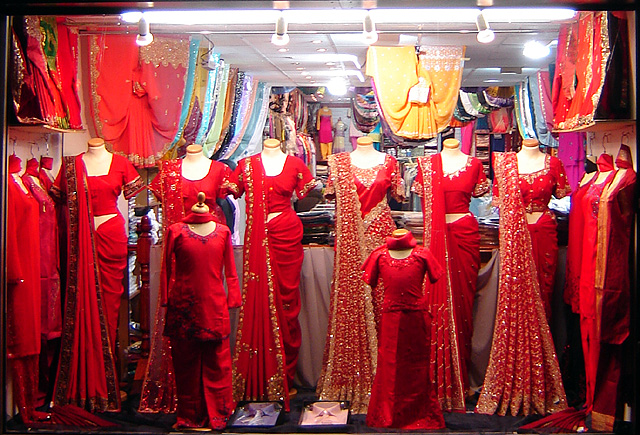
Váy cưới và thời trang cao cấp châu Á khác ở London

### Trang phục cưới của các quốc gia Nam Á

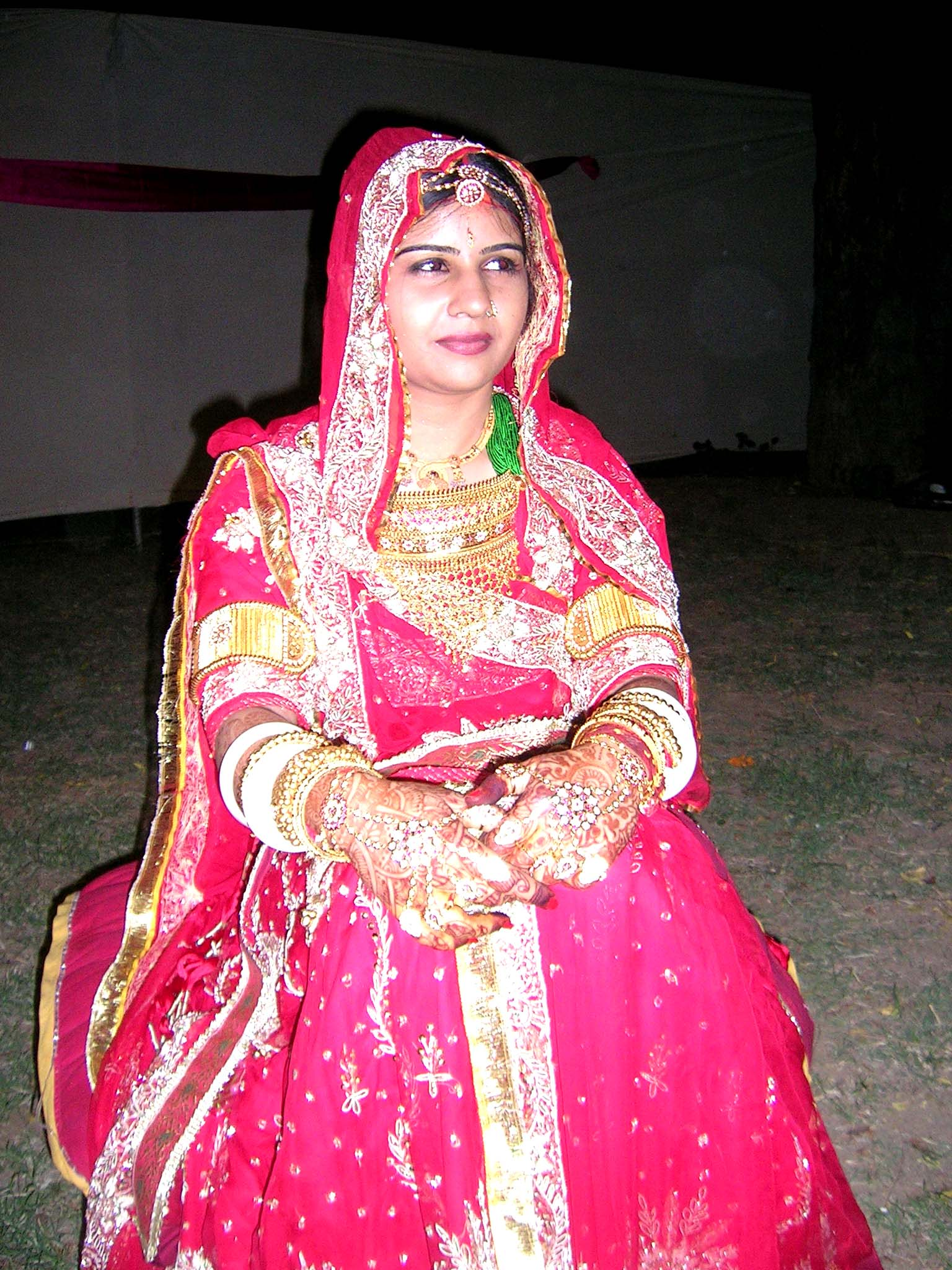
Cô dâu Rajput mặc lehenga hồng
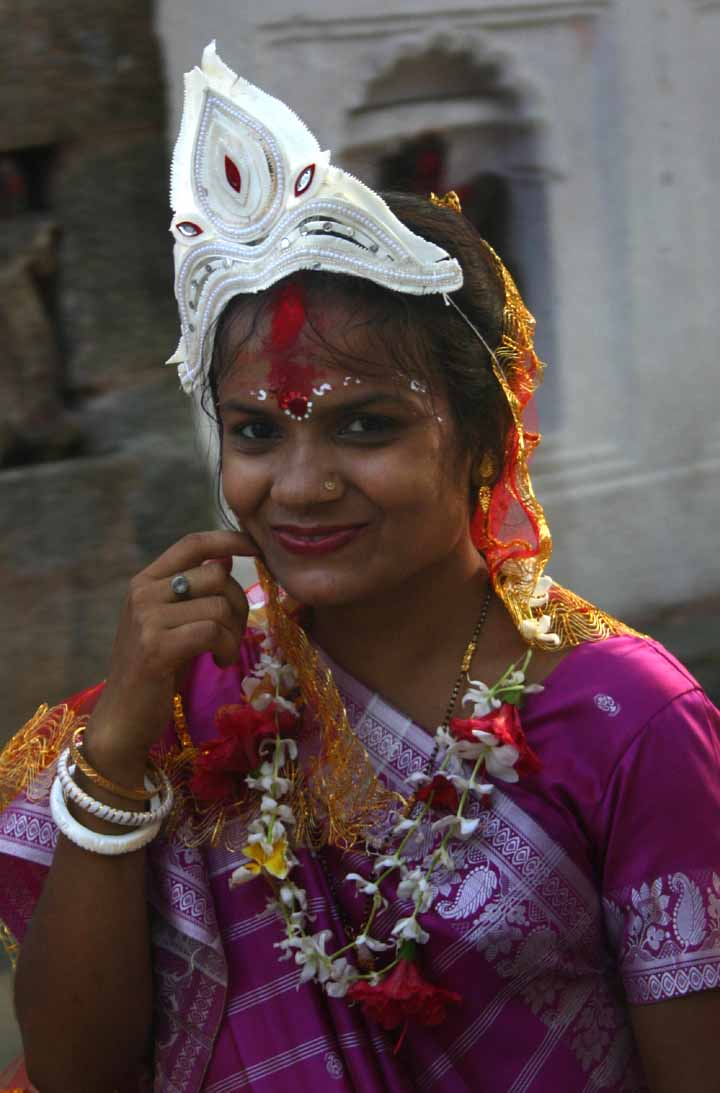
Cô dâu Tây Bengal
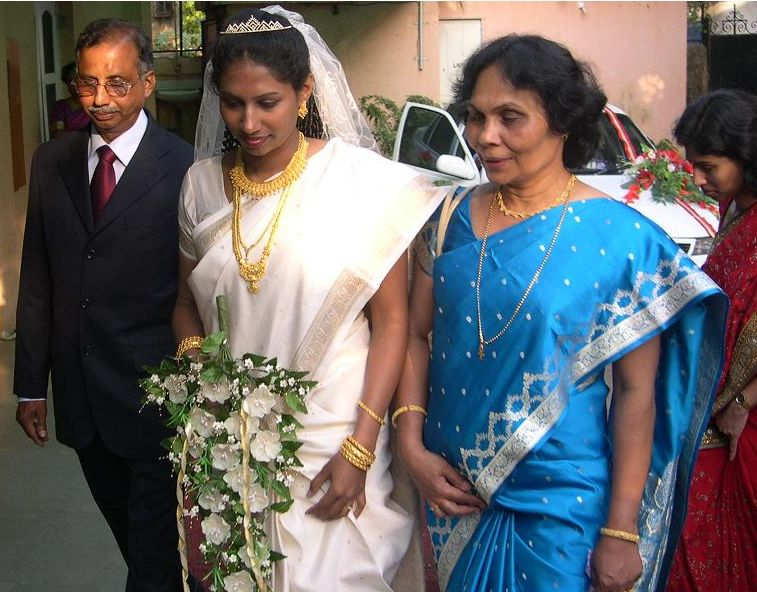
Cô dâu Ấn Độ trong bộ Sari trắng
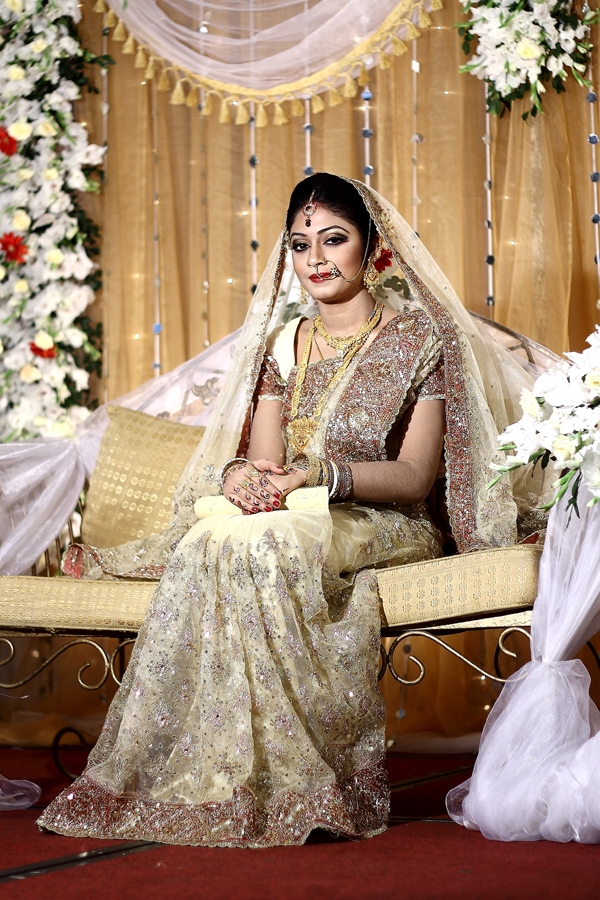
Cô dâu Bangladesh trong trang phục cưới chính thức Sari
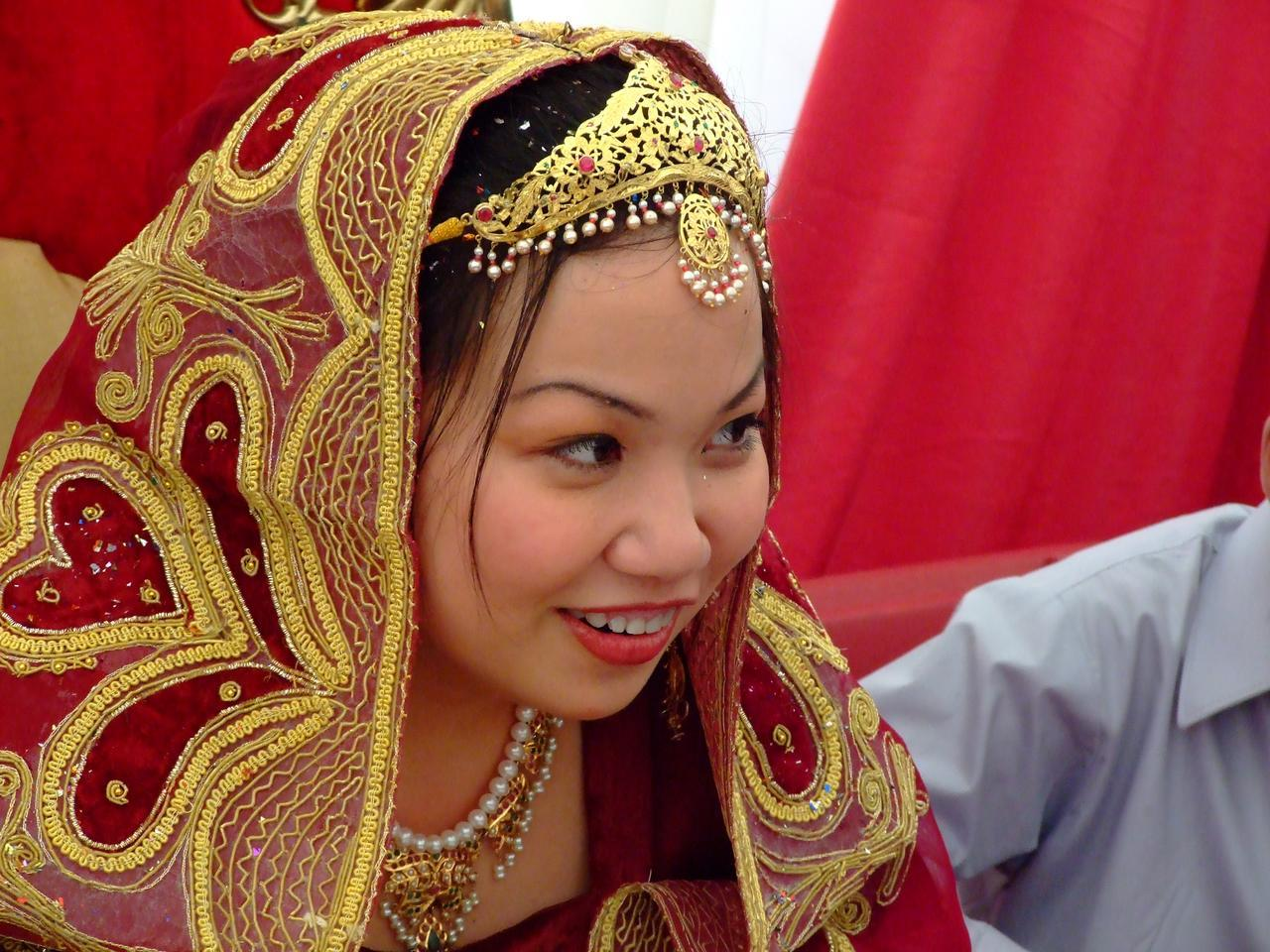
Cô dâu tại một buổi lễ Nikah đội khăn trùm đầu và trang sức màu đỏ đặc trưng của Nam Á
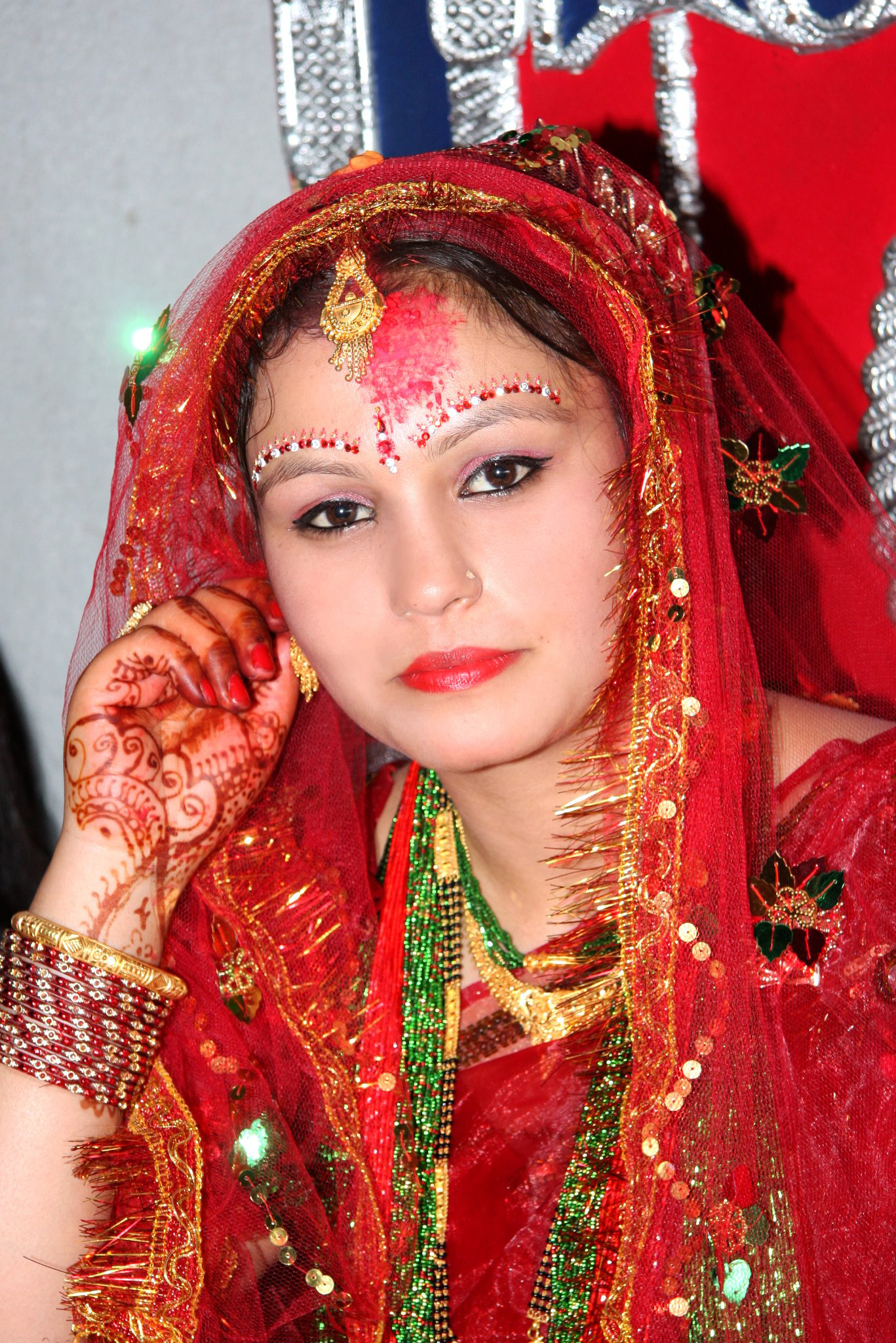
Cô dâu người Nepal trong bộ váy cưới
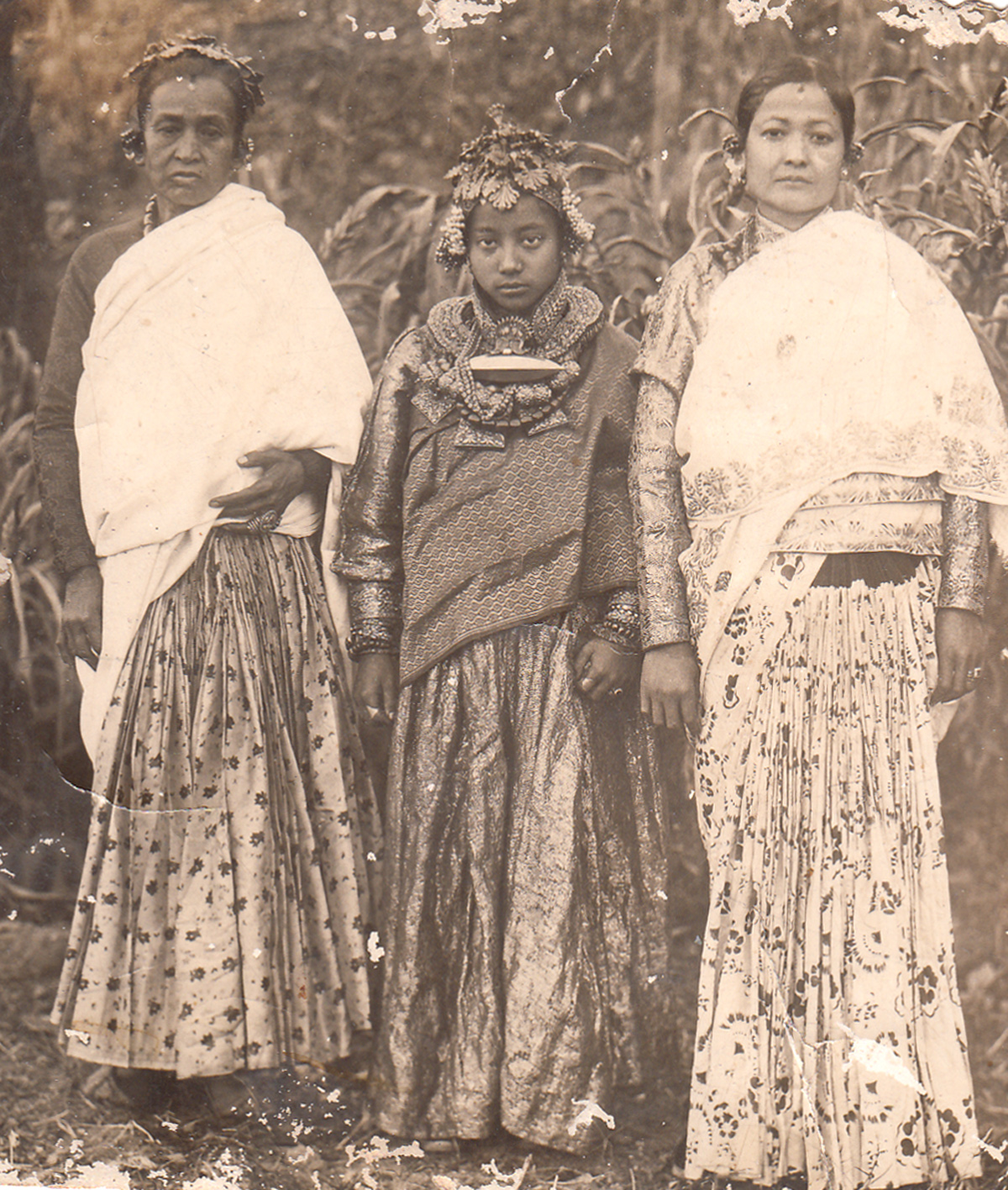
Cô dâu người Nepal ở Kathmandu, 1941
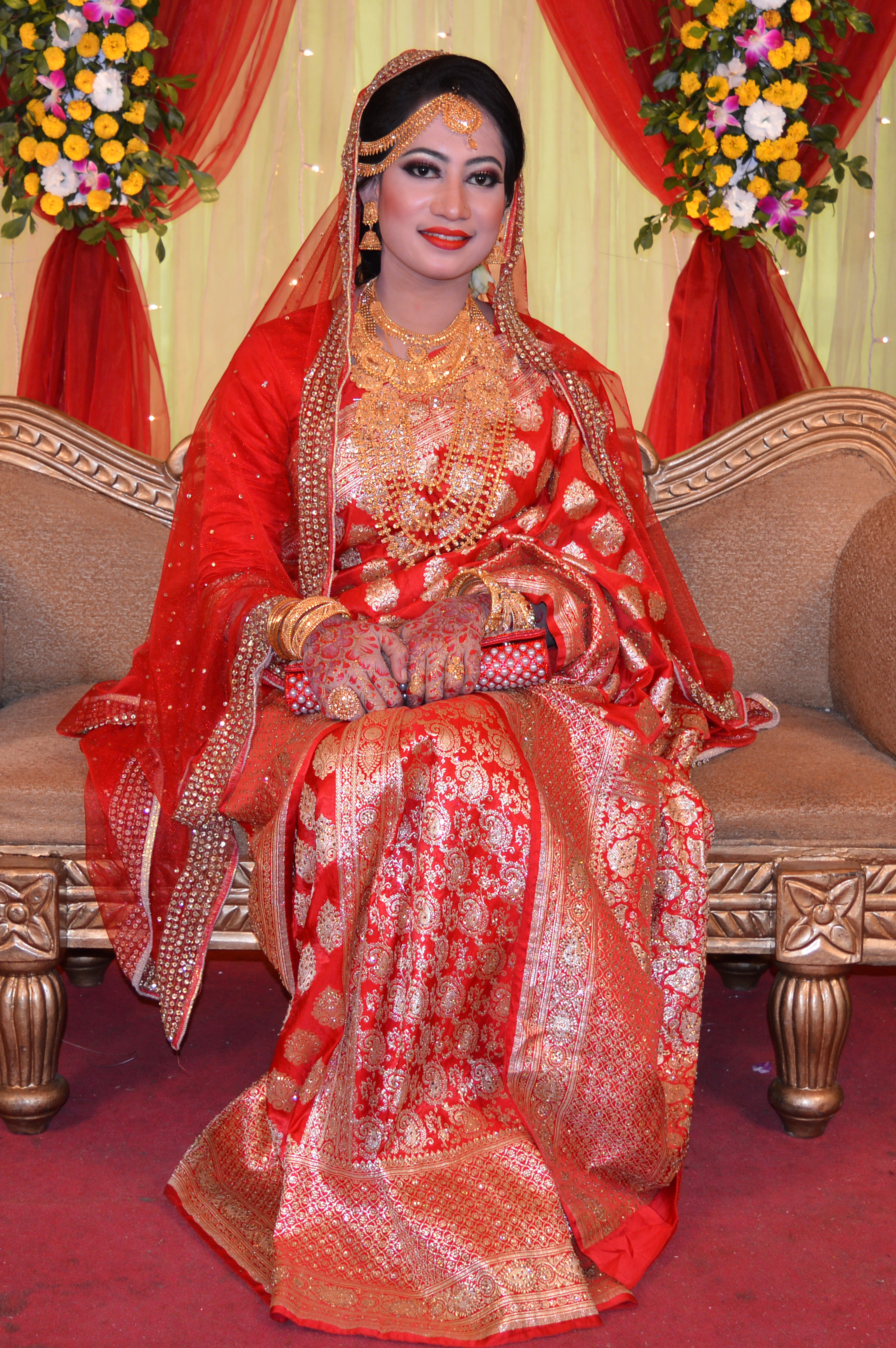
Một cô dâu người Bangladesh
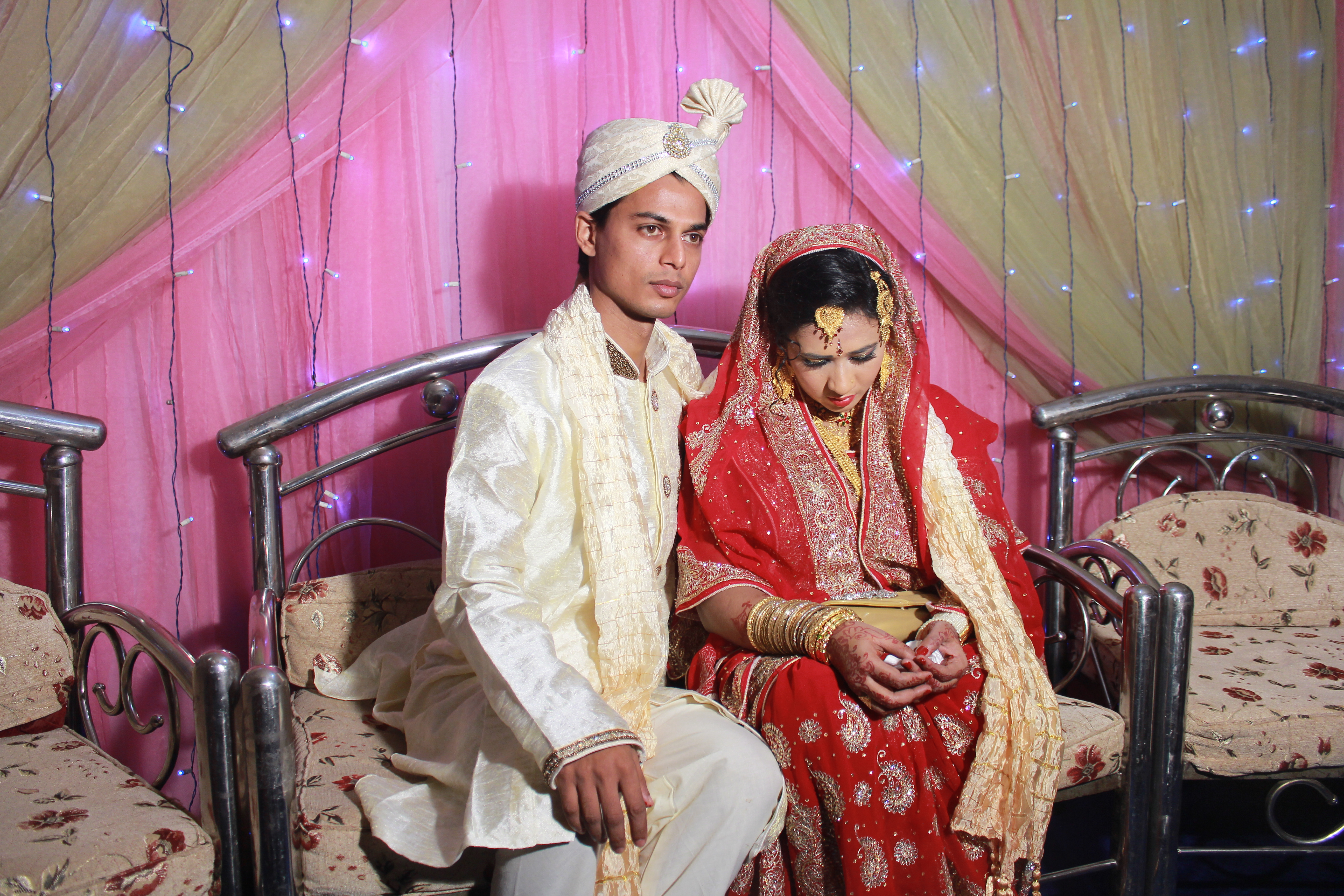
Trang phục cưới truyền thống Bengali

### Váy cưới hiện đại ở các nước phương Tây

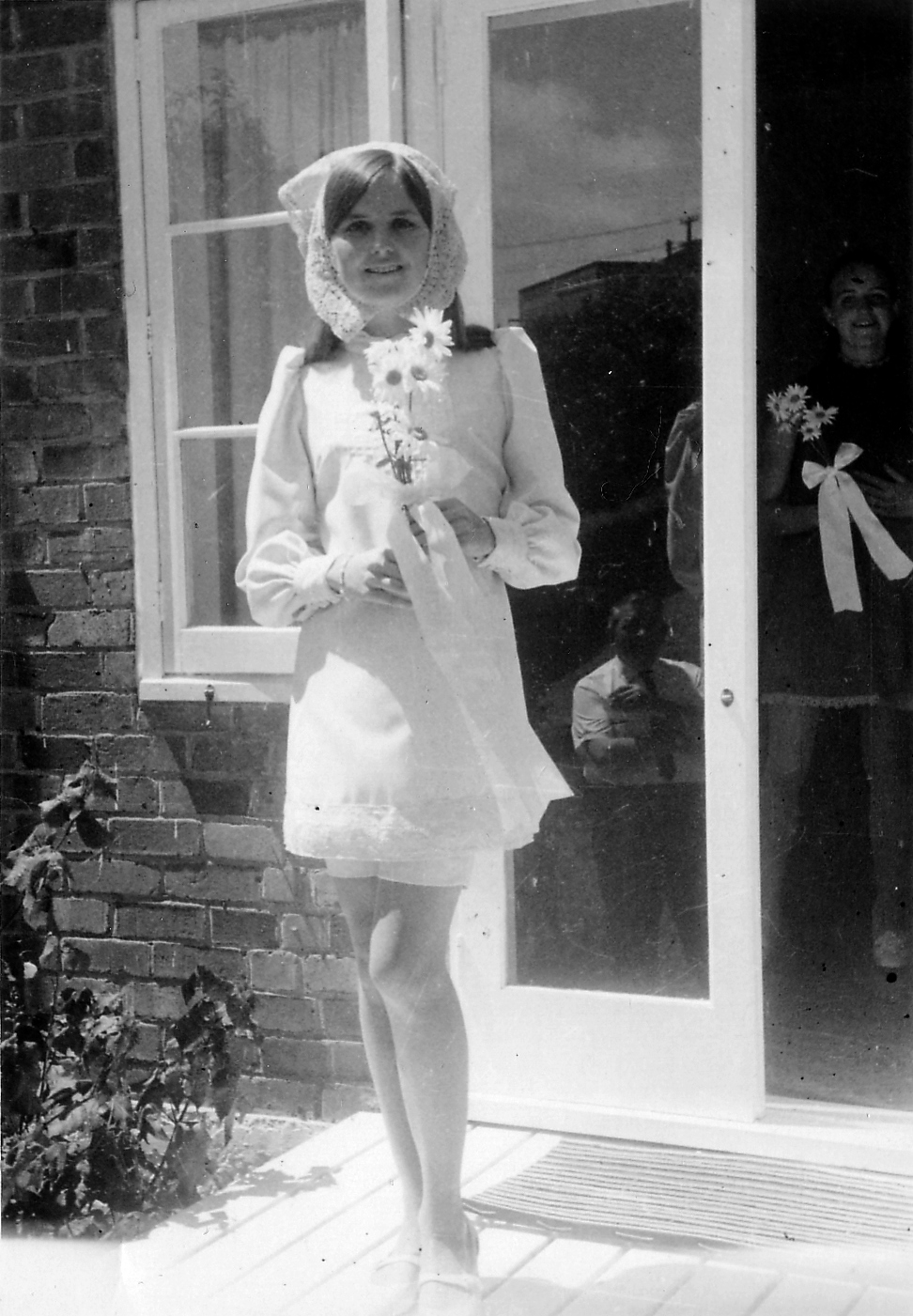
Cô dâu năm 1968, mặc váy phản ánh phong cách thời bấy giờ
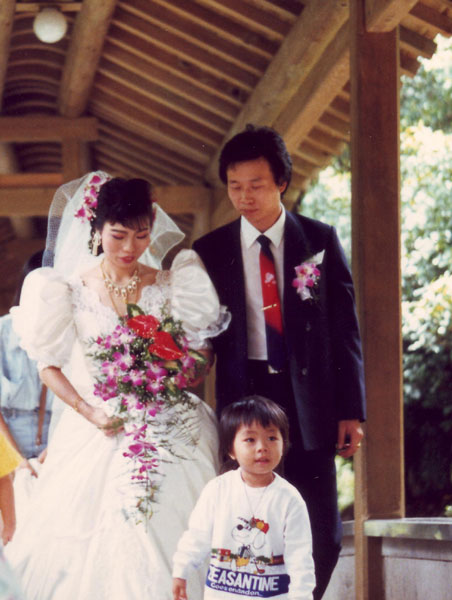
Cặp đôi Đài Loan ăn mặc theo phong cách phương Tây để chụp ảnh lưu niệm trong công viên, 1989
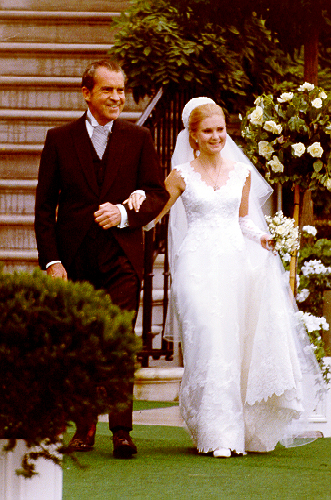
Patricia Nixon Cox với cha cô Richard Nixon, 1971
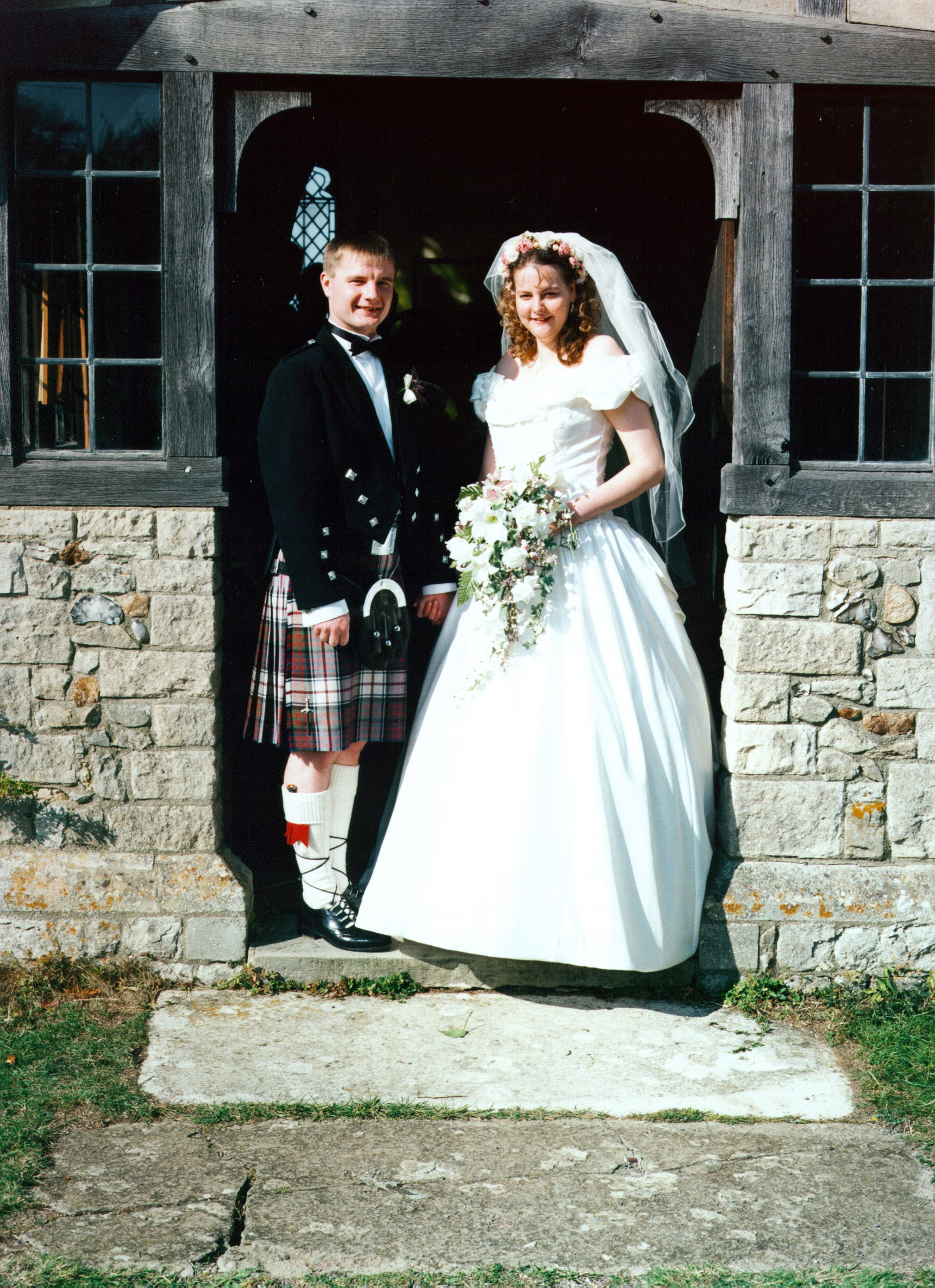
Cô dâu người Mỹ kết hôn với một người Scotland mặc váy, 1996
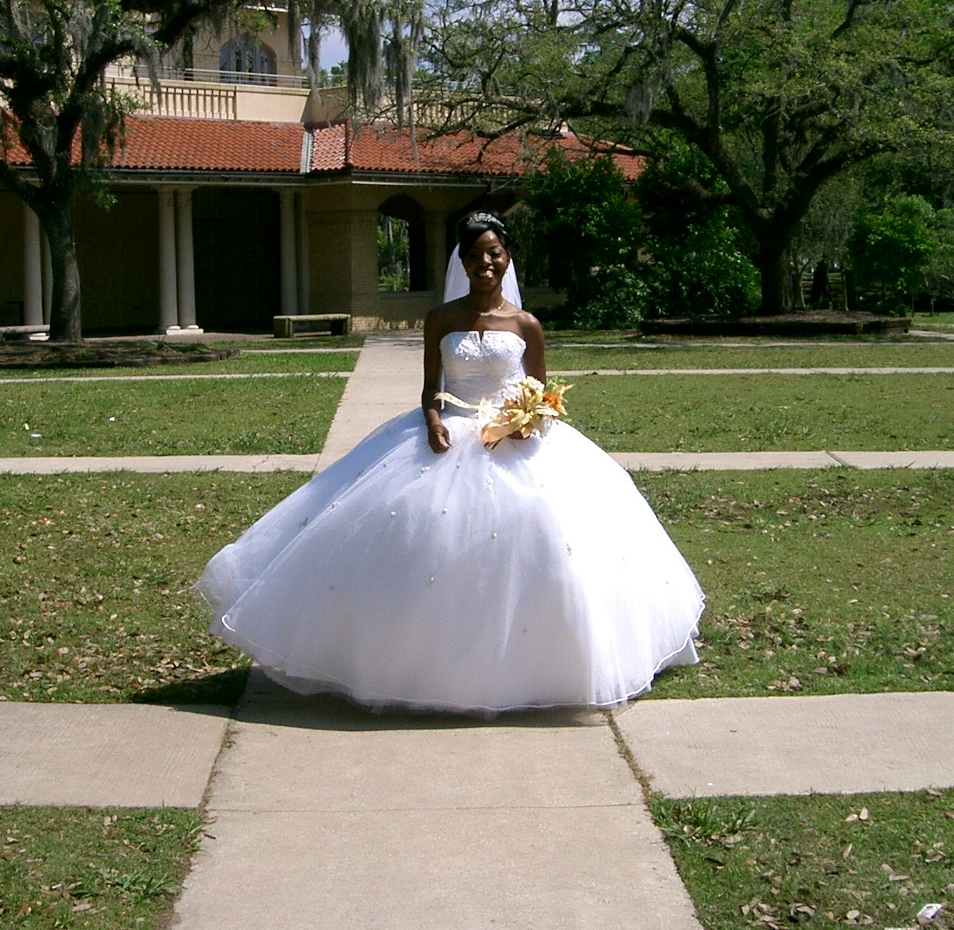
Cô dâu New Orleans mặc váy quây, không tay, 2006
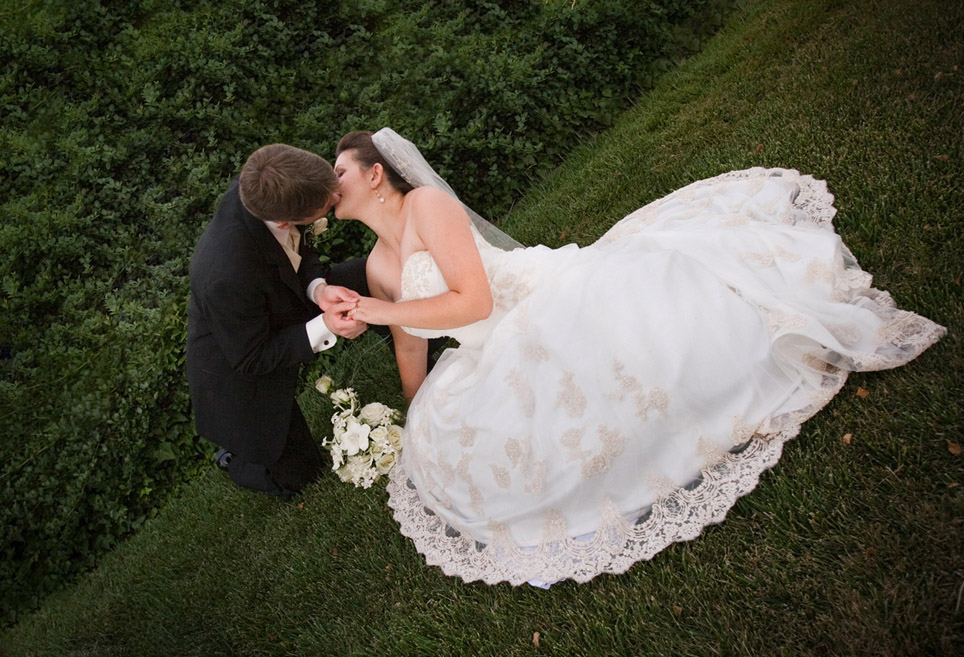
Cô dâu mặc váy cưới chụp ảnh cưới